# 鉄のラインバレル
『鉄のラインバレル』（くろがねのラインバレル）は、清水栄一・下口智裕による日本の漫画。『チャンピオンRED』（秋田書店）で2005年2月号から2015年6月号まで連載された。
プロトタイプとして、読み切り作品の『鋼鉄の華』がある。単行本帯で安彦良和や永野護に推薦を貰った。
2008年10月よりCBCほかにてテレビアニメが放送された。また、放送に先がけて同年5月30日には、WebラジオがアニメイトTVにて配信された。
登場人物、登場メカに【ゲーム版での設定】とある場合はハドソンから発売されたPSP用ゲーム『鉄のラインバレル』での設定を指す。その他のゲームに関しては下段のゲームの項目を参照。

## ストーリー
時は2016年、主人公の少年・早瀬浩一たちが社会科見学で訪れた海上都市建設現場で起きた事故は、その後に人工衛星の落下による事故と発表された。被害者となった浩一は事故から半年後に目を覚ますが、彼の中では何かが変わっていた。
そして2019年、突然窮地に陥った浩一の元へ巨大ロボット・ラインバレルが出現する。この出会いにより、浩一の人生は大きく変わっていく。

## 舞台設定
時代設定は2019年から2023年。世界を陰から操ろうとする秘密結社・加藤機関と、それを阻止しようとする武装組織・JUDA（ジュダ）とが対立している。2つの組織は、オーバーテクノロジーで作られた巨大人型機動兵器・マキナとその模造品・アルマや迅雷を用い、戦いを繰り広げる。

## 登場人物

### JUDA
表向きは世界的にトップシェアの医療機器メーカー「JUDA Corporation」。その実態は、現状唯一加藤機関に対抗できる組織。
11体のマキナ全てにファクターが生まれたことによって起きた「オーバーライド」によってヒトマキナを確認後、共通の敵と言うことを認識して加藤機関に合流した。
早瀬 浩一（はやせ こういち）
声 - 柿原徹也、斎藤千和（幼少時代）
【誕生日：2005年1月23日 / 年齢：14歳 / 性別：男 / 血液型：O型 / 身長：171センチメートル / 体重：55キログラム / 出身地：東京都（テレビアニメ版では神奈川県） / 好きな食べ物：寿司 / 嫌いな食べ物：ピーマン / 趣味：なし / 中学3年生⇒高校1年生（第11巻より）】
主人公。ラインバレルのファクター。小学6年のとき、落下してきたラインバレルの下敷きとなって命を落とすが、自分の置かれている状況も把握していなかった絵美の強い願いによってラインバレルに固有ナノマシンを移植され、ファクターとなった。当初は同級生からいじめられていたが、ファクターになったことにより優れた身体能力を発揮して立場を逆転させ、攻撃的な性格を持つ番長的存在となった。しかし、表向きは優等生を演じており、教師からの評判と成績も良く、一流進学校の推薦を貰えるほどである。菱見高校の面接当日に絵美が王政陸に拉致され、助けに行くために面接に行けなかったが、石神の力で再面接が可能となり、菱見高校に合格した。また、早瀬軍団の軍団長も務めている。
ファクターになって変わってしまったとはいえ、基本的には快活で勇敢、優しいところもあればたまにとんでもない勘違いをかます、どこにでもいるような普通の少年である。感情が昂ったり、危機的状況に陥ると自分を鼓舞するように「ナイスな展開だぜ！」と言う癖がある。
成り行きとはいえラインバレルと絵美との出会いにより、戦いに巻き込まれるが、それによって得た力を様々な困難を乗り越え自分のものにしていく。
小さい頃から幼馴染の理沙子のことが好きだが、転校してきた絵美に対しては自分を監視しているJUDAの一員であることを知らずに一目惚れし、自分の気持ちに迷っている。
初期の戦闘スタイルはやや粗暴であったが、最近はよく考えて行動することが増えている。また、彼は一貫して「不殺」の信念を持っていたが、天児の目覚めにより（浩一の意思とは無関係に）その信念を破ってしまった。その後「あんな化け物には二度と乗らない」と言って迅雷のパイロットに志願、搭乗して戦闘にも参加している。その後生きていた矢島との対話で決意を固め、ラインバレルと対峙。城崎天児から未来世界の実情を伝えられ、もう戦わなくてよいと優しく声を掛けられるが、天児の行動原理を「絶望」だと糾弾。自らの行動原理が「希望」にあることを主張し、それを認めた天児からラインバレルと絵美のこと、そして教え子の加藤のことを託される。天児を救えなかったことに悔みながらも、直後の絵美との会話の中でそれまでの展開が台無しになりかねない勘違いをしてしまう。その後、東京に戻った浩一は理沙子と矢島のもとに現れる。理沙子に拒絶されながらも、彼なりに必死に弁明しようとしていたが、直後に加藤機関の襲撃を受けてしまう。しかし「ナイスな展開」だと不敵な笑みを浮かべ、真実を知らずにいた理沙子の前でラインバレルを召喚、正義の味方としての名乗りを堂々とあげるのだった。
「オーバーライド」後に実行された《月面ジャミング施設破壊作戦》の最中、ヒトマキナのボス・デウスと接触圧縮転送フィールドをぶつけあった結果「行方不明」となるが、3年後の2023年。ニューヨークにおけるヒトマキナ掃討作戦中に帰還した（本人の主観としては数時間程度）。
ヒトマキナ「終焉」との決戦時、オーバーライドでヒトマキナの拠点へ転移しようとした隙に、ロストバレルに背後から強襲され、瀕死の重症を負ってしまい、体の左半身を失ってしまう。その際に「真のファクター」として覚醒する。その後前線に復帰したかにみえていたが、実はこの時点で森次の手を借りて天児同様自らの脳を電脳として「アーク」に移植し、ラインバレルそのものとなっていた。通信の画面に映っていた姿は生身の彼ではなく映像にすぎず、デウスとの最終決戦後絵美の眼前で彼女に一緒に遊びに行く約束を果たせなかった事を詫びながらその姿も消えた。最終決戦終了後はラインバレル毎宇宙へその身を移し、JUDA側と定時通信をしている。
【テレビアニメ版のみの設定】中学3年生の時に、ラインバレルの下敷きとなり、そのままファクターとなると同時に、裸のまま倒れていた城崎 絵美をみつけ、家に連れ帰る。加藤機関のアルマ部隊が町を襲撃してきた時、絵美が自分の手を取り胸に押し付けたと同時に、ラインバレルの名を呼び、その場に転送。ラインバレルのコックピットハッチが開いたら、そのまま乗り込みアルマ部隊を撃退していくのであった。その後、一緒に乗っていた絵美から自分は一度死んだ身であると聞かされる。それがきっかけで、自分は生まれ変わったのだと勘違いし、ラインバレルが落下した現場に弱い自分の墓を造る。ファクターとなった身体能力を利用し、自分をいじめていた相手を殴り倒すという展開は原作と同じ。その後、2度目では加藤機関のアルマ部隊やJUDAのマキナ部隊にも戦いを挑む、ハインド・カインドとペインキラーに向かっていくが、森次の乗るヴァーダントには負けてしまい、ラインバレルはJUDAに回収される。その後は普通の学園生活を送っていたが、矢島の死をきっかけにJUDAに入社。そして少しずつ一人前に成長していく。石神の死と森次の裏切り後は、JUDAのリーダー的存在となり、全員を引っ張っていくようになる。
城崎 絵美（きざき えみ）
声 - 能登麻美子
【誕生日：2004年8月24日 /年齢：15歳 / 性別：女 / 血液型：A型 / 身長：167センチメートル / 出身地：東京都（テレビアニメ版では不明）/ 好きな食べ物：イタリアン / 嫌いな食べ物：和食 / 趣味：ガーデニング】
ヒロイン。もう1人のラインバレルのファクター。JUDA特務室の一員。浩一よりも早くからラインバレルのファクターであり、物語開始の3年前にラインバレルと共に出現した後、JUDAに保護されている。後に浩一を監視するため、浩一の中学校へ転校してくる。浩一とは同級生であり、菱見高校にはJUDAの権力による「特別推薦枠」で合格した。
初めは浩一の無茶な行動の数々に困惑してはいたが、矢島の死を境として次第に成長していく彼を信頼し、導き手となる。成り行きで早瀬軍団に入れられてしまい、理沙子にはライバル視されている。
罪悪感から浩一に対しては一歩引いたような立場にいたが、浩一の信念を聞いて理解を示すなど、浩一の最大の理解者になりつつある。だが、浩一と親しげに話す美海に対しては無言で道明寺すら引くほどの怒気を発する描写もある（島根で浩一がこっそり美海に会いに行ったことを知ったときにはファクターアイまで発現させている）。
浩一が《月面ジャミング施設破壊作戦》の最中、ヒトマキナのボス・デウスと接触。圧縮転送フィールドをぶつけあった結果「行方不明」となったことで心身喪失状態となるが久崇の励ましとヒトマキナによる攻撃の始まりに奮起し、アルマ・ツクヨミに搭乗して戦う様になる。
校舎裏にある花壇に気を掛けたりガーデニングの本を読むなど、園芸に興味があるらしい。
ファクターでありながらラインバレルは絵美を守ろうとするため、ラインバレルには搭乗を拒絶されており、無理に操縦すると極度に体力を消耗してしまう。そのため、長時間の搭乗はできない。しかし、浩一より危機的状況にある場合には、絵美の呼び掛けが優先され、ラインバレルを呼ぶことができる。
ラインバレルと共に転送されてきた当初はコックピットの中で眠っており、それまでの記憶を一切失っていた。後に久嵩と接触した際には、父親である天児を久嵩に殺された記憶を取り戻す。しかし、その時点では全ての記憶を取り戻してはいない。元は久嵩と同じ世界の住人であり、彼の野望を阻止するためにこの世界へ来たと自覚していた。
最終決戦時は浩一の状態を知らされておらず、決戦直後に消えて行く彼のモニター映像を眼前にし号泣していた。
作者によると、ある女優がモデルらしい。
【テレビアニメ版のみの設定】「高蓋然性世界」から来た人物の1人で、久嵩の妹。高蓋然性世界には、絵美の家にのみ植物が残っている。盆栽を「可愛い」と評するなど、今時の若者らしからぬ感覚の持ち主。「あなた、最低です!!」という台詞を（主に浩一の問題行動に対して）頻繁に使う。浩一がファクターとしての力を見せた際に、自分の名前とラインバレルに関する記憶を取り戻した模様。その後、徐々にその他の記憶を取り戻しながら、浩一に惹かれていく。理沙子と美海とぶつかるところはあまり見ないが、第17話でのカラオケ大会では浩一と同じアニソンジャンル系をさりげなく歌おうと考えたり、第26話で手と手が触れ合った時、浩一とお互い顔を赤くするという中学生並の恋どまりになっている。そのせいで、理沙子と美海の2人の嫉妬に油を注ぐ結果を迎えている。テルミノ・クレメンティアの際にはマサキに殺されるが、ラインバレルの機能停止と引き換えに蘇生した。
森次 玲二（もりつぐ れいじ）
声 - 中村悠一、斎賀みつき（少年時代）
【誕生日：1994年12月5日 / 年齢：25歳 / 性別：男 / 血液型：O型 / 身長：185センチメートル / 体重：65キログラム / 出身地：静岡県 / 趣味：水泳】
ヴァーダントのファクター。JUDAの特務室室長。常にJUDAの制服である黒スーツを着用しており、真夏のビーチでも決して崩さない。普段は眼鏡を着用しているが、ヴァーダント搭乗時には外す。生まれつき痛覚が無いため、肉体を極限まで酷使できる。性格が攻撃的なファクターの割には戦闘中も冷静沈着であるが、冷酷でもあり、厳しい物言いの下で相手に手加減しない一面もある。とはいえ、長崎から東京に先に帰る浩一に両腕一杯のカステラ入り紙袋を渡す際に恐ろしげな雰囲気を漂わせながら現れるなど笑えないユーモアの持ち主でもある。
レズナーの巨大アルマをただの的と評するなど、圧倒的な戦闘力を持つ。「本気モード」になると、通常の太刀やバインダー、銃器を利用した戦い方から、荒々しく中学時代の森次を髣髴とさせる肉弾戦法へ変わる。
キリヤマ重工社長の英治とは昔からの親友で、幼い頃は彼に守られていた。英治にマキナのデータをリークしたり、ラインバレルの上半身だけを切断し持ち去るなど、彼との関係を理由にJUDAを裏切るかのような行動を取っていたが、全てはキリヤマ重工の内側に入り込むためだった。そして、キリヤマ重工会長の修造と時間を掛けながら秘密裏に進めていた計画でキリヤマ重工を買収し、6代目代表取締役に就任した。しかし、一連の行動に隠された真の目的は、英治を歪んだ正義の呪縛から救うためで、代表取締役への就任も彼が更生して戻る日までその居場所を守るための措置であり、会社の経営は幹部に任せ、本人はJUDA特務室室長の任に戻っている（ユリアンヌ曰く、「名ばかり社長」）。
石神社長からこの世界が「マキナによって再構築された世界」だと明かされた後、レイチェルと共に軍艦島・奈落に存在するマキナの残骸からのデータサルベージを敢行する。
加藤機関に合流後は二番隊隊長となった。
中学時代は痛覚が無いことを理由に「正義の味方」として不良と喧嘩に明け暮れる日々を送っていた。姉の百合子の殺害犯として疑われた際には、裏で指示していたのが英治であることを知る。逃亡の末に樹海で彷徨っていた際に足場が崩れ、直下に転送されてきたヴァーダントの剣に串刺しとなって死亡し、ファクターとなった。なお、当時は喧嘩のために右眼を失明しており、髪も茶髪のような色素の薄い色だったが、ファクターとなった際に右眼の視力が回復し、髪も黒髪となった。
最終決戦時はラインバレルのフォローに回るが、浩一が既に人間ではなくなった事実を決戦が終わるまで隠蔽していた。
【テレビアニメ版のみの設定】姉の百合子の殺害犯として警察に追われる描写は無く、ヴァーダントのファクターとなった際、久嵩に発見され知り合い、盟友の間柄となる。石神を銃で射殺した後、ラインバレルとの戦闘を経てJUDAを裏切り、加藤機関側へ付く。実は、石神殺害や浩一達との敵対も全てラインバレルの真の力を引き出すための計画の内であったが、石神以外のJUDA関係者には事情を話していなかった。物語終盤で全てを明かした後、ファイナルフェイズではシャングリラとフラッグの代わりにラインバレルにハインド・カインド、アパレシオン、ペインキラー、ディスィーヴ、タリスマンのエネルギーを送り込む。また、自室で巻き藁相手にツッコミの練習をしたり袴姿でスイカ割りをするなど、ややズレた一面も描写されている。
【ゲーム版のみの設定】痛みだけではなく生まれつき「辛さ」も感じないと語っている。エピローグでは村に帰ろうとした宗美を引き止め「私にできないことをしてくれ」と仲間の相談役を任せた。
山下 サトル（やました サトル）
声 - 沢城みゆき
【誕生日：2003年10月26日 / 年齢：16歳 / 性別：男 / 血液型：B型 / 身長：161センチメートル→163センチメートル / 体重：48キログラム / 出身地：東京都 / 好きな食べ物：野菜全般 / 嫌いな食べ物：肉 / 趣味：ロボットアニメ鑑賞、プラモ製作 / 菱見高校1年生（第11巻以降高校2年生）】
ハインド・カインドのファクター。JUDA特務室の一員。中性的な容姿をしているため、浩一には当初同学年か年下と思われて名前を呼び捨てにされていたが、実年齢を知った直後から「クン」付けされるようになった。先輩の森次に憧れており、全幅の信頼を寄せている模様。英語が喋れる他、パソコンをハッキングできるなど、情報収集能力にも優れている。
語尾に「ッス」を付ける口調と、両手を首の後ろで組んでいる姿勢が多い。ハグレマキナ（アパレシオン）のファクターを殺してしまったために自らの力を恐れてしまうが、後の衛星兵器破壊作戦（オペレーション・スーパー・ノヴァ）では、「人を救う力」を知る。
ファクターとなった詳しい経緯は不明だが、本人曰く「ファクターにならなければ生きていけなかった」らしい。
【テレビアニメ版のみの設定】容姿は原作に輪を掛けて中性的となっており、更に唯一入浴シーンが存在しない、野球拳でも一人だけ服を着ている、学校のシーンでも着ているのは制服ではなくジャージと、徹底して性別が特定される描写が排除されている。化粧や服装次第では美少女と化すほど。延命措置によりファクターとなり、石神へ恩を返すために戦っている。森次への執着は、原作より強い。
【ゲーム版での設定】アニメ版に準拠。劇中ではキバイダーのDVD-BOXを予約して購入したり、リマスター版を浩一を拉致して視聴するなどしている。また、クリスマスパーティで石神がジュースに入れた少量のアルコールで酔い、説教がましくなるなど酒乱の気がある。
遠藤 シズナ（えんどう シズナ）
声 - 植田佳奈
【誕生日：2005年6月17日 / 年齢：14歳 / 性別：女 / 血液型：AB型 / 身長：157センチメートル / 出身地：徳島県 / 好きな食べ物：お好み焼き / 嫌いな食べ物：東京のうどん&そば / 趣味：読書、漫画】
JUDA特務室の一員。イズナの双子の姉であり、関西弁のような方言で喋る。ディスィーブ搭乗時は前座席に座り基本操縦を担当。浩一や絵美より一学年下で、早瀬軍団員。
当初は、ファクターとしての自覚が皆無な浩一に反発ばかりしていたが、熱海での戦闘時に助けられた後、彼との関係は和らいだものになっている。また、それ以来は浩一のことが密かに気になっている反面、道明寺のことも気にしている模様。右耳横には、浩一に着けられたネクタイピンをヘアピン代わりに着けている。隣町の中学の制服を着ており、道明寺からは「オカッパちゃん」と呼ばれている。
ディスィーブに搭乗しているもののファクターではないため、無線ナーブクラックでの攻撃を受けても、シズナへの影響は無かった（マキナ1体につき、ファクターは1人のため）。ただし身体能力は高い。
関西弁は本来のものではなく、父・柘人の死後、イズナを守るために「強い自分」のイメージを固めるために意識的に使い出したのが定着した。
最終決戦後新生JUDA社長となった道明寺に付き添って秘書官のごとく働いており、その服装も石神の秘書だった当事の緒川に酷似している。
とはいえ道明寺とは社長と秘書という立場を超えたパートナー関係にあるようで、矢島一家が遊びに来た際「そろそろ子供がほしいのでは？」と訊ねられると赤面しながらも肯定した。
【テレビアニメ版のみの設定】 関西弁は完全に素となっている。また柘人の死に関する因縁が全てカットされており、イズナともども過去については不明。
遠藤 イズナ（えんどう イズナ）
声 - 釘宮理恵
【誕生日：2005年6月17日 / 年齢：14歳 / 性別：男 / 血液型：AB型 / 身長：157センチメートル / 体重：45キログラム / 出身地：徳島県 / 好きな食べ物：ドーナツ / 嫌いな食べ物：キムチ / 趣味：パソコン、プログラム】
ディスィーブのファクター。JUDA特務室の一員。シズナの双子の弟。浩一に一度見間違えられたものの、ほぼ瓜二つの姉とは違いおとなしい性格をしており、標準語で話す。また、度々姉の行き過ぎを止める役割も担っている。2人でいるときにはシズナの口数の多さから、あまり目立たない。レイチェル組の4号だが、クリスマスパーティーに呼ばれているところから、早瀬軍団の一員でもある模様。ディスィーブがマキナの修復補助にも使用されていることから、地下プラントで牧を手伝っていることも多い。
キリヤマ重工との決戦時、自身にナーブクラックを撃ち込んだ際は別人のように荒々しい口調となった。ディスィーブ搭乗時は後部座席に座りナーブクラック時に対象に送り込むイメージを担当、ファクターアイを発現するのはイズナだけで本来はイズナ一人で制御可能だが、現時点では負担が大きくシズナのサポートを必要とする。
最終章において、精神感応や未来予知、いわゆる「超能力」とも呼ぶべき異能が備わっていたコトが判明、この事実を巡る一連の事件で父が死んで以来、彼の持つ能力は本人が認識する前にそれを共有するディスィーブによって処理され、その能力は父親殺しの記憶ごと封印されることになる。美海のラストライブの前後に彼女と心を通わせているが、彼女のラストライブに出席した際に観客たちの悪意を受けて美海に芽生えた殺意に感応。その結果、ディスィーブがヒトマキナと化してしまい、イズナも自身の能力に関する記憶を全て取り戻し、他者の殺意に反応してしまう先天的な人殺しであることを自覚してしまう。自身の危険性や父親殺しの過去に加え、巻き込まれた形の事故であるものの自分が多数の人間を殺してしまったという事実から、ディスィーブを止めるために自ら道連れとなるコトを選択。ライブ直前から感じていた美海の闇を指摘・叱咤激励した後、合体したペインキラーによってディスィーブの電脳を頭部ごと噛み砕かれたことで死亡した。
九条 美海（くじょう みう）
声 - 平野綾
【誕生日：2003年7月22日 / 年齢：16歳 / 性別：女 / 血液型：O型 / 身長：169センチメートル / 出身地：島根県 / 好きな食べ物：うどん / 嫌いな食べ物：アズキ / 趣味：ブログ、写真 / 菱美高校2年】
ペインキラーのファクター。JUDA特務室の一員。浩一と道明寺が出会った少女であり、アイドルユニット「スマッシュ・ドール」のメンバー。ファンからの愛称は「ミウミウ」。学校でもグループ内でもいじめに遭っており、精神的に追い詰められ、飛び降り自殺を図ろうとしていたが、浩一と道明寺に出会って自殺を思い留まる。しかし、突風でバランスを失って落下したところを、浩一とラインバレルに助けられる。
基本的には温和な性格だが、思い込みの激しいところがあり、自分を助けてくれた浩一に対し、過剰なまでの依存心を抱いている。島根でのライブ直後、メンバーに浩一がプレゼントしてくれたイルカのぬいぐるみをズタズタにされたことで情緒不安定に陥り、彼を探し求めて彷徨うように黄泉比良坂へ向かい、辿り着いた地下空洞で眠っていたペインキラーに導かれて固有ナノマシンを移植され、ファクターとなる。レイチェルは、美海は「精神的な生命危機状態」であり、そのままにしておくと死んで（自殺して）しまう可能性があると判断したペインキラーが、彼女をファクターにしたと推測している。その後もしばらくは精神が不安定のまま、言いがかりを付けてきた女生徒にファクターの力を見せつけた。
ラインバレル破壊作戦が実行されている間もライブで歌い続けていたが、避難の必要が出たため、観客やメンバーが避難しようとする中観客に向けて「皆さんは私が守ります」と宣言し、ペインキラーを呼ぶ。そのため、現状では唯一マキナのパイロットとして世間に認知されている人物である。
ヒトマキナの襲来後はそれが原因で社会的信用を失っており（いうなれば、テロリスト扱いされた上に所属事務所からもアイドル界からの引退を勧告される）、情緒不安定が加速。その中でもイズナとの対話で互いを理解し合い、若干歯止めがかかったかに見えたのも束の間、ラストライブで観客の悪意（しかも直前応援していた人まで掌を返している）を受けた際に殺意を抱いてしまい、それに感応したイズナと引きずられてヒトマキナ化したディスィーブの暴走を招いてしまう。事態を収拾すべくペインキラーを転送し、随伴機と合体した真の姿となってディスィーブを迎撃。最後にはイズナの頼みを受け、涙しながらディスィーブを破壊、そのまま失踪。
後に沢渡の元に現れ共闘を持ちかけるが、協力するような素振りを見せた沢渡に近づきすぎ腹部を刺される。パルドとロックを呼び寄せ戦おうとするが、ペインキラーはロストバレルに両腕を引きちぎられておりなす術なくペインキラーは大破、パルドとロックもペインキラーを見限りロストバレルの随伴機となる。自身も首だけとなってしまった無残な姿で死亡した。
レイチェルと同じく、初期の頃から設定されていたキャラクターである。
道明寺と矢島のやや行き当たりばったり感のある「早瀬復活作戦」に対しては「加藤の言う想像力のない人間ではないか」と疑問を呈するなど特務室メンバーの中で最も精神的に不安定。JUDAや加藤機関への忠誠心・仲間意識もほぼ全くといっていいほど存在する描写はなく、代わりに浩一への依存心は非常に高い。彼のために力を使うことを第1にしている。美海の死を聞かされた道明寺は、浩一ではなく浩一の持っていた力であるラインバレルに依存していたと推測されていた。
【テレビアニメ版のみの設定】JUDAに所属するファクターであり、世話好きなお姉さんとして最初から登場。浩一の前で服を脱ぎ始めた絵美の横で自分も脱ぎ始めるなど、天然の気もある。山下と同じくJUDAの医療施設にいたことがあり、それが縁でファクターとなった。両親を車の事故で亡くし、美海自身もそれが原因で医療施設にいた。戦闘時、浩一に助けてもらったことから彼のことを意識するようになるが、海で浩一が理沙子とキスしたことを知った際には、かなりショックを受けていた。しかし、それをきっかけに浩一への想いをより強め、理沙子と睨み合うことが多くなる。やがて、美海も浩一の唇を強引に奪った1人となり、そのまま絵美と理沙子に続く3人目のヒロインとなる。戦いが終わった後も、理沙子と張り合っている。なお「ミウミウ」の愛称はレイチェルのみが使っている。
【ゲーム版での設定】 当初からJUDAに所属し、世話好きであるなど設定的にはアニメ版に準拠するが、かつて「スマッシュ・ドール」に所属していたという原作からの設定もある。ヘリオス破壊作戦後にJUDAの活躍をたたえる軍人たちの群衆を前にしても落ち着いていたり、「これは演出よ」と原作での台詞を戦闘中に発言することがある。
道明寺や理沙子らが「名前を聞いたことがある」と発言したり、カラオケに行った際に着た衣装を矢島が「どこかで見た」と言ったりするなどしていた。その後カラオケに遅れてやってきた理沙子により正体が露見。本人はそれまで必死に正体を隠そうとしていた。また、アイドル時代のプロマイドが存在する。
なお、ゲーム版では理沙子が浩一にキスしないので、浩一に初めてキスをしたのは美海となる。また、浩一にキスしたのは彼女のみである。
中島 宗美（なかじま そうび）
声 - 野島裕史
【誕生日：1947年2月11日 / 年齢：72歳 / 性別：男 / 血液型：O型 / 身長：190センチメートル / 体重：70キログラム / 出身地：岩手県 / 好きな食べ物：鍋全般 / 嫌いな食べ物：牛乳 / 趣味：なし】
タリスマンのファクター。岩手県の山奥にある阿戸呂村（あころむら）で老人達と暮らす、落ち着いた物腰の青年。実年齢は72歳の老人のはずだが、ファクターであるために歳を取ることなく17歳のままの姿を保っている。赤ん坊の頃、阿戸呂村の霊山の地下でタリスマンと共にそのコックピットから発見され、村長の子供として育てられていた。絵美と同じく、「マキナの存在していた世界の人間」である。
当初は自らを阿戸呂村で信仰される「鬼」と称しており、村を訪れた浩一達を「タリスマンを破壊しにきた」として敵視し、村を守るべく戦いを挑んだ。しかし、道明寺によって本当は自分が村人達によって守られていたことを知り、妻である薫の最期の言葉を受け入れてJUDAに協力して「何か」を守るために戦うことを決意すし、早瀬軍団の一員となる。早瀬軍団のクリスマスプレゼント交換の際には、故郷の工房で大量に作っていた木彫りの人形を持参したが、引き当てたシズナには不評だった模様。
戦闘においてはその機体特性から攻・守・補助三面に長け、マキナによるフィードバックがあるとはいえ初の実戦で浩一を退けている。桐山戦ではユリアンヌから森次、浩一不在のJUDAメンバーの中では一番と評されていた。
着物を普段着としていたためにスーツでは落ち着かず、その旨を石神に伝えたところ、背中にJUDAマークが入った特注品を渡される。しかし、道明寺からは「それを着て外は歩けない」と言われてしまった。
加藤機関に合流後は四番隊隊長となった。
モデルは下口智裕の曽祖父で、人形師の下口宗美。作中に登場する木彫り人形も、下口宗美の作品がモデルとなっている。
【テレビアニメ版のみの設定】加藤機関二番隊隊長であり、原作より目付きが鋭く酷薄な性格で、慇懃無礼な物腰。多くのキャラクター設定がほぼ原作を踏襲している本作において稀有な、原作とは大きくかけ離れた描写がされているキャラクター。かつての経験（若いときに薫と死別したことが示唆されている）から、世界は一度滅ぶべきだと考え、久嵩を未来を作り出す存在と信奉している。初交戦以来、美海をいたぶることに歓びを感じ執拗に付け狙う。英治復活のためにマサキに利用された後、セントラルの手でマキナ人間へ改造されてしまう。戦闘の際には、沢渡とユリアンヌの熱い言葉に一瞬だけ自我を取り戻して彼らに「殺してくれ」と頼んだ後、それを受け入れた沢渡によって殺された。
【ゲーム版での設定】性格は原作に準拠するが、「こちら側」の人間である。山に囲まれた小さな村（阿戸呂村とは言及されていない）に住む青年として登場。マキナ（タリスマン）の反応をキャッチし、休憩をとるために村を訪れた浩一達を迎え、村に伝わる「鬼の伝承」を教える。その後、同じくマキナの反応をキャッチして襲撃をかけてきた加藤機関（沢渡やユリアンヌが指揮を執っていた）部隊の迎撃に浩一達が向かう中、道明寺や絵美の助けを得て村に住む老人たちの救助に向かうも、沢渡の攻撃で重傷を負い、地割れに落ちてしまう。そこで初めてタリスマンと出会い、「村を守る力がほしい」と願いファクターとなるも、過剰な防衛本能により暴走してしまい、加藤機関のみならず浩一達にも攻撃を仕掛けてしまう。しかし浩一達の活躍もあり見事加藤機関を撃退、浩一達が村を救ってくれたことを認識し、彼らに深く詫びる。
その後は村の復興を手伝うといって最初は同行を断るが、JUDAが復興支援をしてくれることを知り、村を救ってくれた恩に報いるため浩一達に同行、JUDA特務室の一員となる。
なお、最後まで初期の服装である白系の着物姿のままだった。
矢島 英明（やじま ひであき）
声 - 四宮豪、大原さやか（幼少時代）
【誕生日：2004年8月2日 / 年齢：15歳 / 性別：男 / 血液型：A型 / 身長：180センチメートル / 体重：62キログラム / 出身地：東京都（テレビアニメ版では神奈川県） / 好きな食べ物：カレーライス / 嫌いな食べ物：なし /趣味：野球】
浩一の幼馴染で、アパレシオンのファクター。理沙子に想いを寄せていたが、彼女や浩一のことを考えその思いを封じ込めていた。ファクターになったことで間違った方向に進んでいく浩一を止めようとするもなかなか理解を示してもらえず、拳を交えて本音を語り合うことでようやく理解を示して貰えた矢先に、ハグレマキナ（アパレシオン）の攻撃から彼をかばってバラバラになり死亡。死の直前、浩一に遺した言葉は、その死共々彼を立ち直らせるきっかけの1つとなった。
しかし実際はアパレシオンのファクターとなったことで蘇生しており、肉体はアパレシオン内部で復元されていた（ただし、右腕はJUDAで保管された後に埋葬されたため復元されず、軍用の機械義手を付けている）。ミサイル迎撃の際に目覚め、その後は石神の命で隠密任務に就きながら技術力を高めていたが、加藤機関のJUDA訪問の際に浩一の目の前でコクピットを降り、邂逅。ラインバレルは特別なマキナというアパレシオンとの対話から浩一を説得して共に戦うという考えに至っており、同様の答えに至った道明寺からは「くそ真面目」と揶揄されながらも、浩一と殴り合いを演じ、体を張った説得をした。浩一との友誼になんら変わりはなく、加藤機関に急襲されるという危機的状況に陥っても不敵に笑う浩一を見て深いため息をつきながらも同意を示す。また、浩一を避ける理沙子を説得するなど、浩一の日常生活における功労者でもある。浩一の性格や周囲の状況のせいか中々の苦労人。
逆に自分自身に関しては及び腰で目覚めてから自宅に帰る踏ん切りがつかず、道明寺の後押しを受けて七ヶ月ぶりに無事帰宅した。
2023年には加藤機関の一員として活動しつつ、理沙子と交際している。
最終決戦より10年後の2033年では理沙子との間に一男をもうけている。
原作では当初、矢島という苗字だけで名前の方は明かされていなかったが、テレビアニメ版の放送に合わせて、設定された。
【テレビアニメ版のみの設定】浩一の眼前で死んだ後、久嵩の手で蘇ってアパレシオンのファクターとなる。自分がいなくなった後も戦いを続けていた浩一と敵対するが、決闘の際には互いに乗機から降りて直に拳を交えたことで、和解。それ以降、浩一と共闘する。なお、理沙子には直接想いを告げている。
石神 邦生（いしがみ くにお）
声 - 中田譲治
【誕生日：10月10日 / 性別：男 / 血液型：O型 / 身長：186センチメートル / 体重：70キログラム / 出身地：静岡県 / 好きな食べ物：魚介類 / 嫌いな食べ物：ジャンクフード / 趣味：料理（特にちらし寿司）】
ジュダのファクター。JUDAコーポレーションの社長。
浩一を騙し、シャワー後の着替えを行っている最中の絵美の部屋へ侵入させるなど、子供っぽい愉快で傍迷惑な性格の持ち主。人の扱いが非常に上手く、浩一には「切実な願い」で無茶な指示を押し切る。総理と対等な立場で喋るなど政界に強力なパイプを持っているが、実は加藤機関の元幹部であり、一番隊の隊長だった。
全マキナの破壊を企てる加藤機関に対する目的は結果こそ彼らと同じく人類の救済であるが、過程として全マキナにファクターを作る点で異なっている。絵美が全ての記憶を思い出すことさえも、目的に含まれている。JUDA本社の地下にいるジュダの指針を示して貰い、石神が求める結果に必要な事象を実行に移している。
その真意は「真のファクター（城崎天児）が目覚めた状態のラインバレルを封印する」ことであった。
第17巻において、この世界がマキナの生まれた世界（2052年）の過去ではなく、人類滅亡以後の未来、すなわち「マキナによってやり直された世界（西暦2712年）」だと明かした。
元々は戦前、海軍に所属していた「万年中尉」だったが、1941年（2633年）加藤久嵩に見出され長崎に転属、加藤機関に入り加藤とともに「マキナ狩り」を行うようになる。1968年。手に入れたハグレマキナから情報を手に入れるために固有ナノマシンの移植を受けファクターとなり、マキナ・ジュダと接触、その後の行動のきっかけとなる情報を得た。
11体のマキナ全てにファクターが生まれたことによって起きた「オーバーライド」によってヒトマキナを確認後、上空に空いた転送フィールドにジュダ自身のフィールドをぶつけて相殺。その衝撃で戦死した。
キャラクターイメージは「浩一から見た一つの大人の姿」で、「父親的存在」。
【テレビアニメ版のみの設定】ジュダが登場しないためにファクターではないが、ファクターである浩一のパンチを軽く受け止めるなど、身体能力は常人より高いと思われる。桐山による日本掌握の際に森次によって射殺されるが、全てはフラッグを起動させるためであった。以後はホログラムとなって活動していたが、テルミノ・クレメンティアの際に久嵩と共にグラン・ネイドルへ特攻し、戦死する。JUDAに存在するマキナは、加藤機関を裏切り離脱するときに奪って行ったものとされている。
【ゲーム版での設定】アニメ版に準拠する設定だが、死亡しない。フラッグが起動した後も生きていた。悪戯の度合いがさらに過激になっており、エンディングでは浩一のために2人部屋を用意し、意図的に騒動を起こした。
緒川 結衣（おがわ ゆい）
声 - 大原さやか
【誕生日：1993年3月3日 / 年齢：26歳 / 性別：女 / 血液型：A型 / 身長：168センチメートル / 出身地：神奈川県 / 好きな食べ物：タイ料理 / 嫌いな食べ物：パクチー / 趣味：ゴルフ】
JUDAの社長秘書。重要な場面にも常に石神に随行する、石神にとって欠かせない人材。ある出来事から浩一の全裸を目の当たりにした際には、一通り眺めて「あら、態度は大きいのに…ねぇ」と評した強者。以後も、何かと裸に関わることが多い。
衛星兵器破壊作戦では米軍とファクターの間を折衷する役目を担うなど、能力は高い。一方で軽口の多い石神を諫めたり、絵美を慰めたりと大変な役回りでもある。
【テレビアニメ版のみの設定】浩一に悪乗りで悪戯を仕掛けた石神に対しては笑顔のまま怒りのオーラをまとって迫り、重傷を負わせたこともある。番外編では絵美にお洒落を教えていたり、愛華と化粧品で意気投合していたが、私生活は謎に包まれており、彼女の部屋を覗いたレイチェル及びヒトガタは部屋を見て驚いたが、直後彼女らに制裁を加えた。
【ゲーム版での設定】原作よりプロポーション描写が強調されており、JUDAの女性陣の中では一番の巨乳。
牧 吾郎（まき ごろう）
声 - 小谷津央典
【誕生日：1981年11月2日 / 年齢：38歳 / 性別：男 / 血液型：A型 / 身長：179センチメートル / 体重：62キログラム / 出身地：茨城県 / 好きな食べ物：焼き鳥 / 嫌いな食べ物：梅干し / 趣味：ロボコン】
JUDA技術開発部部長。JUDAの心臓部である地下プラントで、マキナの研究や修理を担当している。シズナとイズナの養父でもある。
番外編『天才美少女科学者レイチェルちゃん』（以降、『レイチェルちゃん』）では、レーサーを目指していた過去と、ある秘密が判明する。
【テレビアニメ版のみの設定】緒川の代わりにファイナルフェイズを実行へ移した。
レイチェル・キャルヴィン（Rachel Calvin）
声 - 斎藤千和
【誕生日：2006年12月24日 / 年齢：13歳 / 性別：女 / 血液型：AB型 / 身長：148センチメートル / 出身地：アメリカ / 好きな食べ物：タマゴ料理 / 嫌いな食べ物：ナマ物 / 趣味：食べ歩き】
JUDAと技術提供した米国企業「サイテック・マーシャル・テクノロジー社」から派遣された天才科学者少女。マサチューセッツ工科大学卒。
日程を間違えて来日してしまい、困っていたところをJUDA受付嬢の長谷川の自宅に招き入れられ、親しくなった。仕事中ではクールかつ尊大だが、本当は甘えん坊で年相応の可愛らしさを持っている。生ものが食べられず、回転寿司では玉子しか食べなかったらしい。
作者曰く、連載初期からイメージしていたキャラクターとのこと。
主に、『レイチェルちゃん（第11巻収録）』で活躍。スーツケースに偽装して凶悪な武装を持つ自走ユニット（道交法および銃刀法違反）を操り1号、2号、3号と名付けたヒトガタ3体と愛華やイズナとで、「レイチェル組」を結成している。本編には、加藤機関による同時核攻撃直前から登場。番外編に比べ、本編ではクールで真面目な面が目立ち、牧とイズナが手を焼いていたアパレシオンを再起動させ、直後の作戦に投入させるという実力を見せている。
【テレビアニメ版のみの設定】美海と同じく最初から登場しており、森次に好意を寄せ、「玲二」と呼んで懐いている。その一方で浩一を見下しており、森次に挑んだことに「身の程知らず」と食ってかかり、敗れた後の浩一を徹底的に罵倒したが、森次の裏切りがきっかけで、浩一との関係は軟化していく。また、実は方向音痴。
青沼 次郎（あおぬま じろう）
声 - 風間勇刀
JUDA諜報部員。どこか抜けているが、憎めない人物。謎のマキナの情報を追って阿古呂村に潜入し、先代村長の日記を見つけ出すが、捕まってJUDAの情報を洗いざらい吐いてしまった。しかし、キリヤマ重工に捕まった浩一を助け出したことから、能力自体は高い模様。
遠藤 柘人（えんどう つげひと）
元JUDA技術開発部部長で、シズナとイズナの実父。ディスィーブを元にマキナの基本的な実験や研究を行った結果、ディスィーブは2人乗りのマキナとなった。また、ヴァーダントの回収の際には遠藤と窺える人物が、石神社長に同行していた（同行者には、「遠藤先輩」と呼ばれている）。2012年（物語の8年前）、実験中の事故により死亡している。
原作においてはイズナの持つ「殺意への感応」を異常と認識しており、「正常」に戻そうと躍起になっていた。そのためイズナに冷淡であり、後にディスィーブにイズナを引き合わせた際、彼をファクターとしたディスィーブが、イズナを通じて柘人に対するシズナの殺意を受け取ったことでナーブクラックで攻撃され死亡した。
長谷川 愛華（はせがわ あいか）
声 - ゆかな
JUDAコーポレーション受付嬢。『レイチェルちゃん』に登場。温和かつ包容力に富んだ性格であり、少々天然。行くあてのなかったレイチェルを自宅に招き入れたことから、彼女と親しくなった。「レイチェル組」結成時には自分で「5」の字を書き込んでいた。
道明寺 誠（どうみょうじ まこと）
声 - 金野潤
【誕生日：2005年1月1日 / 年齢：14歳 / 性別：男 / 血液型：AB型 / 身長：183センチメートル / 体重：65キログラム / 出身地：東京都（テレビアニメ版では神奈川県） / 好きな食べ物：おでん / 嫌いな食べ物：なし / 趣味：バイク】
元々は一般人だが、ファクターである浩一の攻撃を全てかわすなど、高い身体能力とセンスを持つ男。後に才能を石神に認められ、JUDAにアルバイトとして加入する。義理人情に厚い性格（面白全部なこともある）で、早瀬軍団を立ち上げた張本人。
中学時代は入学早々傷害事件を起こし、2年以上施設に入っていた。その後は何とか卒業して菱見高校へ入学するが、絵美と同じく「特別推薦枠」での入学だった。バイクも運転するが、実は父・蔵尚の所有物であり、彼の承諾を得ないまま勝手に乗っている模様。
実家は代々拝み屋を家業としており、本人もいずれは跡を継いで32代目となる模様。その関係から、古い書物や鬼の話などに詳しい。異常に喧嘩が強いのも民話や古い話に詳しいのも、蔵尚の英才教育の賜物であり、これらの知識は宗美の謎の解明やペインキラー発見に大きく貢献している。
JUDA特別室にアルバイトとして加入。迅雷のパイロットにも抜擢され、思考制御システムを体に組み込まず、マニュアル操縦で迅雷を思いのままに操る操縦技術の持ち主（その分しばらくの間シミュレータでの訓練漬けだった）。
加藤機関に合流後は三番隊隊長となった。ディスィーブとイズナを失ったシズナとコンビを組んで戦い、最終決戦後は新たに設立された「新生JUDA」社長となる。
【テレビアニメ版のみの設定】家業や経緯は不明だが、身体能力は原作同様に高く、迅雷のパイロットを務めている。
管理人（かんりにん）
JUDA特務室社員寮の管理人。テレビアニメ版に登場。非常に無口で、劇中では台詞はない。常に寮の周りを掃除したり、給仕をしているが、浩一の精密検査を行ったりと医療の心得もある。浩一の歓迎会では社員寮で飼っている犬によるバランス芸（テーブルの上に乗せた犬の上にグラスや皿を置き、テーブルクロスを引く）を披露した。

### 加藤機関
日本の歴史を影から動かしてきたとされている、日本最古の秘密結社。世界征服を目的としており、ハイファン島を消滅させるというテロ行為の際には、全世界に対して宣戦布告を行った。テロ行為やマキナ・アルマを使用した作戦を実行する私設部隊を有しており、一番隊から八番隊までが確認されている。
2020年、ヒトマキナの進攻が始まってから三年後の2023年にはそれに対抗できるほぼ唯一の存在とされるが、それでもその存在を危険視する意見は少なくない。隊長が死亡、ないし離脱した二、三、四、八番隊は合流したJUDA組（森次と道明寺、中島、桐山）が就任している。
テレビアニメ版では、1999年（本編の20年前）から表立った活動を始めている。久嵩曰く、「向こう側の軍勢」の尖兵。しかし実際は、地球人をセントラルに対抗させるために作られた組織である。
加藤 久嵩（かとう ひさたか）
声 - 福山潤
【誕生日：2月1日 / 性別：男 / 血液型：A型 / 身長：187センチメートル / 体重：63キログラム / 出身地：京都府（テレビアニメ版では不明）/ 好きな食べ物：米 / 嫌いな食べ物：パン / 趣味：テレビゲーム】
加藤機関総司令で、シャングリラのファクター。シャングリラは巨大すぎるため、専用のアルマ・ツクヨミも使用する。
全世界に向け、「世界征服」を宣言する。かつてアメリカに取り入り、協力するフリをして火器管制システム「リンク17」や衛星兵器を開発し、着々と準備を進めていた。
自身によると、2052年の世界から生きのびて来た人類の生き残りの1人で、「想像力の喪失による人類の滅亡」を阻止するために世界征服を行おうとしている。
かつては天児の部下でもあり教え子でもあった。その当時は少々抜け気味な天児を補佐する闊達な青年だったが、身寄りがなく孤児だったことが明かされている。天児を殺害したのも、彼からの頼みで銃弾を放ったのであり、決して彼自身が望んで殺したわけではない。
最終的に計画の全ては天児の遺志とラインバレルを受け継いだ浩一、真実を知っていた石神によって瓦解。すべきことを知った後は旧特務室の面々と合流し、本格的にヒトマキナへの反攻を開始した。月面における最終決戦を生き延び、その後確立した技術でファクターではなくなるが、長年の心労から健康を害し、療養中。
作者によれば、石神と同じく「浩一の父親的存在」であり、作者達が「カッコイイ、一番強いと思う敵」のイメージを集約したキャラクターとのこと。
【テレビアニメ版のみの設定】本名は「城崎久嵩」。絵美の兄で、高蓋然性世界の出身。側近であるマサキにしか、「スフィア」の設置理由を教えていない。テレビゲーム（『ローグ』）を楽しんでいたり、カレーカステラやホタテガイを浩一と食べていたりする場面もある（実際の飲食描写こそなかったが、クリスマスケーキとシャンパンを準備していた場面もある）。原作とは一部配色が異なっており、より「白」が強調されたものとなっている。なお、「加藤」の姓は母親の旧姓。テルミノ・クレメンティアの際にグラン・ネイドルへ特攻し、戦死した。
菅原 マサキ（すがわら マサキ）
声 - 千葉進歩
【誕生日：9月9日 / 性別：男 / 血液型：A型 / 身長：180センチメートル / 体重：59キログラム / 出身地：不明 / 好きな食べ物：なし / 嫌いな食べ物：なし / 趣味：なし】
加藤機関私設部隊一番隊隊長で、久嵩の側近。グラン・ネイドルおよびネイキッドのファクター。カウボーイファッションで身を包んでおり、常に冷静沈着で無表情。石神の後を継ぎ、一番隊を率いる。久嵩の懐刀とでも呼ぶべき存在で、他隊と行動する際は仕切ることが多い。運転手を務めたり、普段とは異なる服装で「集まり」に同行したりと、常に久嵩の傍に控えている。
久嵩を罵倒した浩一に対して殺意を露にするなど（直後に久嵩によって制止されてはいるが）、久嵩への心酔は非常に深い模様。久嵩や石神、真田に対しては敬語を使う。
絵美とラインバレルの関係を知っていたり、久嵩や石神と同じく年齢不詳であったり、加藤機関のメンバーで唯一出身地が不明であるなど、謎が多い。浩一からは「ロン毛野郎」と呼ばれ、嫌われている。
1959年12月の北海道で、加藤機関に発見されたネイキッドにファクターとして乗り込んでいたところを石神に保護された。保護されたときには半泣きの状態だったことから、偶発的要因ないし、他者の手でファクターになったと見られる。
石神に育てられ、石神が自分と同じファクターになると聞いたときは喜んでいたが、その後に石神が何も明かさずに姿を消したことによって「捨てられた」と感じるようになり、かつて父親のように慕っていた石神に対して報復しようと考えている。また、石神が加藤機関を去る前は石神と同じスーツ（現JUDA特務室のもの）を着用していた。
元は、作者が過去に描いた漫画のキャラクターだったが、担当に「あのキャラ出そうよ」と言われ、登場させたとのこと。
戦闘スタイルは様々でグランネイドルの形態により大きく異なり、第12巻ではネイキッドによる格闘戦も披露した。
【テレビアニメ版のみの設定】久嵩をたしなめることもしばしばで、彼の秘書のような役割も兼任している。「スフィア」を久嵩以外で唯一知る人物であり、設置する役割を持つ。浩一からは「御託野郎」と呼ばれる。
実は、久嵩や絵美と同じく高蓋然性世界出身。ただし、普通の人間ではなくマキナ人間であり、久嵩の監視役でもあるが、自我を持っているような描写もあるため、詳細は不明。最終局面では巨大マキナとネイキッドを融合させてラインバレルを追い詰めたが、ラインバレルのエグゼキューターによって撃墜され、戦死した。
真田 八十介（さなだ やそすけ）
加藤機関私設部隊二番隊隊長。テレビアニメ版には登場しない。アルマ・ツラナギを駆ってペインキラー確保のために、マサキと共に島根へ向かう。年老いていながらもアルマを操り、美海と激戦を繰り広げる。
ロマンチストで、久嵩の意志とはいえ「神々がいた地だから必要以上に荒らすな」とマサキに念を押している。
浩一・ラインバレル確保作戦において浩一操るラインバレルに挑むものの敗北し負傷する。続くJUDA総攻撃時、加藤機関を裏切った沢渡を追撃するが、起動した最後のマキナにツラナギごと握り潰され死亡した。
デミトリー・マガロフ（Demitry Magaloff）
声 - 志村知幸
【誕生日：1988年12月26日 / 年齢：31歳 / 性別：男 / 血液型：O型 / 身長：188センチメートル / 体重：93キログラム / 出身地：ロシア / 好きな食べ物：ロシアの家庭料理 / 嫌いな食べ物：ホットドッグ / 趣味：レスリング】
加藤機関私設部隊三番隊隊長。火力を強化したアルマ・カグツチを駆る。沢渡からは「旦那」と呼ばれている。基地を突如強襲してきた3機の黒い迅雷と交戦するも敗北し、戦死。
【テレビアニメ版のみの設定】交戦の際は、ジュディの特攻で相打ちとなって死亡。
沢渡 拓郎（さわたり たくろう）
声 - 稲田徹
【誕生日：1997年7月3日 / 年齢：22歳 / 性別：男 / 血液型：B型 / 身長：189センチメートル / 体重：72キログラム / 出身地：奈良県 /　好きな食べ物：焼き肉 / 嫌いな食べ物：野菜 / 趣味：バイク】
加藤機関私設部隊四番隊隊長。機動力を強化したアルマ・イダテン、イダテン弐ノ型を駆る。ラインバレルを「二本角」と呼んでいる。
上官である久嵩とは呼び捨てで呼ぶほどの仲で、陸が目に余る行動を起こしたときにはその始末を任されているなど、久嵩からもかなり信頼されている。
血気盛んな熱い男。素性を知らなかったとはいえレズナー隊所属の古橋達の身を案じ、脱出を命じるなど部下思いな一面が見受けられるが、一般人を見せしめに殺害するなど、残忍な面もある。デミトリーとは親しい仲だったため、デミトリーを殺した迅雷に対しては強い敵意を剥き出しにしていた。
遠藤姉弟を追い詰めるものの、浩一の駆るラインバレルに敗れる。後にデミトリーを殺した迅雷と戦い、敵討ちを行った。その後イダテン参ノ型を駆って戦うがラインバレル・アマガツに敗北、JUDAに捕らえられるがユリアンヌに救出される。
デミトリーの死をきっかけに久嵩と加藤機関への不審を募らせていき、JUDA総攻撃の最中に石神との密約に応じ反旗を翻す（石神とはJUDA拘束時にユリアンヌによって引き合わされていた）　イダテン四ノ型の不調を理由に戦線離脱するとシャングリラに侵入、反撃を受け瀕死の重傷を負いながらも第三艦橋に辿り着き、最後のマキナ・ロストバレルのファクターとなる。その結果石神の目論見どおりオーバーライドを誘発させ、ヒトマキナの襲来を目撃するものの戦列には加わらずその場を去る。三年後の2023年には東欧を縄張りとする組織に厄介になっていたがアジトの人間は全て美海に殺され、その美海に共闘を持ちかけられるが美海のような欺瞞に満ちた人間を殺したかったといって拒絶。美海を殺害しパルドとロックを手に入れる。ニューヨークでのヒトマキナ「終焉」との決戦時、ヒトマキナの拠点にオーバーライドしようとしたラインバレルの隙をつき背後から急襲した。絵美に絶望を「悪」として否定されて激昂し、シャングリラの艦橋を強襲しようとしたが、真のファクターとして覚醒した早瀬に「もうアンタは絶望する必要は無い」と説得される。その後、捕らえられてシャングリラの独房に軟禁された。
デウスとの最終決戦では、「俺なりの正義（けじめ）」として、オーバードライブの使えない状況で超大型のヒトマキナ母艦と多数のヒトマキナに戦いを挑んでいる。母艦を破壊したが、ロストバレルは大破し、沢渡も戦死した。
作者によると、実は最初の熱海戦ですぐに戦死する予定だったらしい。
マット・レズナー（Matt Reznor）
加藤機関私設部隊五番隊隊長。元神父で、頭部に特徴的なタトゥーを入れている。テレビアニメ版には登場しない。
加藤久嵩の言では戦い方がかなり「派手」らしく、久嵩からの極秘の任務も受けているらしい。
搭乗するアルマ・カガセオは最初は巨大ミサイルの形をしており、変形することでグラン・ネイドル並みの大きさをしたアルマになる。ジャックと共にラインバレル奪取のため、長崎を襲撃するが森次によって乗機を撃破され捕らえられた。
オーバーライドによるヒトマキナ襲来時は石神に従い、迅雷に搭乗してジャックと共に参戦している。
ジャック・スミス（Jack Smith）
声 - 佐藤美一（テレビアニメ版） / 乃村健次（スーパーロボット大戦UX）
【誕生日：1940年7月4日 / 年齢：32歳 / 性別：男 / 血液型：A型 / 身長：220センチメートル / 体重：200キログラム / 出身地：アメリカ / 好きな食べ物：ホットドッグ / 嫌いな食べ物：ピロシキ / 趣味：ベースボール観戦】
加藤機関私設部隊六番隊隊長。隻眼と褐色の肌が特徴。自分自身がアルマという、謎多き人物。ヴァーダントと互角に渡り合い、部下を大事にする武人。一方で、自分の飲む牛乳瓶に「じゃっく」と名前を書き、勝手に飲まれると激怒する一面も。
肉体そのものにアルマ「タケミナカタ」を組み込んだサイボーグ。レズナーと共にラインバレル奪取のため、長崎を襲撃するが森次によってレズナーの乗機・カガセオを撃破され捕らえられた。
オーバーライドによるヒトマキナ襲来時は石神に従い、レズナーと共に参戦している。
【テレビアニメ版のみの設定】まれにドジを踏み、理沙子に一目惚れしてしまうなど、やや丸い性格となっている。キリヤマ重工によるクーデターが失敗した後は森次が加藤機関へ来たため、彼との再戦を望むがゆえに加藤機関を離反し、JUDAに協力している。森次との再戦は結局叶わなかったが、最終決戦では理沙子の元に赴き、彼女を護り抜いた。『アニメBOOK』に記載されている生年月日と年齢には大幅なズレがあるが、理由は不明。
ユリアンヌ・フェイスフル（Yuriannu Faithful）
声 - 篠原恵美
【誕生日：1992年11月7日 / 年齢：27歳 / 性別：女 / 血液型：O型 / 身長：172センチメートル / 出身地：イギリス / 好きな食べ物：中華料理 / 嫌いな食べ物：魚料理 / 趣味：お茶】
加藤機関私設部隊七番隊隊長。隊長では唯一の女性。軽量化されたアルマ・ツバキヒメを駆る。真紅の長い髪、妖艶な容姿、高飛車な物腰が特徴。阿戸呂村での交戦以来、宗美を気に入っている模様。「おばさん」と言われることを気にしている。
英治と接触してアルマのデータを渡し、更に加藤機関の秘密プラントの位置も教えていた。キリヤマ重工では、迅雷開発のアドバイザーとして英治の右腕となっている。
実は元々JUDA特務室の人間で沢渡救出後に行方をくらました後、髪を切り特務室の制服姿で長崎を訪れた森次の前に現れる（森次にそのことが伝えられたのは10分前）。JUDAに戻ってからは森次やレイチェルと共に行動することが多い。レズナーとジャックによる長崎襲撃時は迅雷に搭乗、部隊を率いて戦っている。
モデルは、ロンドン出身の歌手・女優のマリアンヌ・フェイスフル。
【テレビアニメ版のみの設定】宗美ではなくイズナを気に入っており、共同戦線を張った際にはよくちょっかいを出している。
王政 陸（おうせい りく）
声 - 阪口大助
【誕生日：1995年4月17日 / 年齢：24歳 / 性別：男 / 血液型：B型 / 身長：143センチメートル / 出身地：中国・北京 / 好きな食べ物：甘いもの / 嫌いな食べ物：辛いもの / 趣味：工作】
加藤機関私設部隊八番隊隊長（ただし、久嵩以外を信用していないために部下を持っていない）。 耐火装甲を纏ったアルマ・ヤオヨロズを駆る。東京タワー観光客に「キモッ」と言われるほどの酷い容姿である。いつも菓子類をほおばっており、口の周りが汚い。
自身の「想像力」の高さに異様に固執する性格で、周囲の人間を想像力が無いと見下している。かつて上海で死者2万人以上を出した爆発事件の犯人で、わざと出頭した後監獄に収監されているところを久嵩によって迎え入れられて以降、彼に対して絶対の忠誠を寄せている。しかし当の久嵩はいつか陸が目に余る行動を取るであろうということを予想して沢渡に始末を任せていたり、沢渡が陸を始末した報告を聞いても全く顔色を変えず興味も示さなかったことから、最初から信頼も期待もしていなかったようである。
機関の目的から外れた行動（絵美の誘拐）を起こしたとして彼に見限られ、沢渡達によって粛清される。その際久嵩が自分を「一番想像を理解していない」として内心見下していた事実を知り、怒りの咆哮を上げながら死亡した。
【テレビアニメ版のみの設定】宇宙空間で無人衛星兵器・ヘリオスを駆使してラインバレルを苦しめたが、エグゼキューターの一撃を受けて戦死した。原作と違って見限られてはおらず、某所の墓へ久嵩によってナイフで名を刻まれ、供養された。

### キリヤマ重工
航空産業を主軸に、船舶・重機・車両・宇宙航空産業などの事業を展開している大企業。航空自衛隊にも、純国産戦闘機を配備している。英治とJUDAとの戦闘の最中、修造と森次の計画によってJUDAに買収された。
桐山 英治（きりやま えいじ）
声 - 速水奨、庄司将之（少年時代）、西墻由香（幼少時代）
【誕生日：1994年6月29日 / 年齢：25歳 / 性別：男 / 血液型：B型 / 身長：187センチメートル / 体重：68キログラム / 出身地：静岡県 /　好きな食べ物：百合子の手料理 / 嫌いな食べ物：貝類 / 趣味：機械いじり】
キリヤマ重工5代目社長で、プリテンダー（ディスィーブIV）のファクター。森次とは幼馴染で、同級生。百合子とも顔見知りで、喧嘩ばかりの森次をかばい助ける親友の間柄だった。森次に対しては歪んだ友情とコンプレックスを持っており、金銭で不良を雇って森次を襲わせていた他、間接的に百合子を殺害している。中学時代の森次が退学処分にならなかったのは、英治が裏で学校側に手を回していたためである。
JUDAを襲撃するもラインバレルにプリテンダーを破壊され、自身も失意の底に堕ちる。その後は森次の希望により、修造と共に海外へ渡った。
ヒトマキナの出現およびJUDAと加藤期間の合流後に復帰、その服装は以前では想像できないほどにみすぼらしくなっていた。帰還の可能性の低い作戦と知りつつ命を懸けて月面のジャミング施設破壊作戦に向かう。
電波妨害を抜けて「月面上に存在する東京」を発見するが、ヒトマキナの待ち伏せを受けて包囲されてしまう。追い詰められつつも目標の破壊に成功。絶体絶命の状況だったが、オーバライドで駆けつけたラインバレルの圧縮転送フィールドで強制的に離脱させられて生還した。加藤機関に合流後はキリヤマの社長を務めつつ加藤機関の八番隊隊長を兼任している。
【テレビアニメ版のみの設定】森次の退学処分の危機に際し、裏で手を回した描写は無い。また、百合子を襲わせた描写もない。森次にとって唯一の理解者的存在。日本征服後は、新生日本代表となって「閣下」を自称するなど、性格の歪み方は原作以上。ラインバレルに敗北後、プリテンダーと共にマサキに回収され、マキナ人間として復活させられる。フラッグに攻撃を仕掛けるが、プリテンダーの暴走に巻き込まれて戦死した。
森次 玲二
#JUDAを参照。
ユリアンヌ・フェイスフル
#加藤機関を参照。
古橋、井出、岸田（ふるはし、いで、きしだ）
3機の黒い迅雷のパイロット。キリヤマ重工吸収後、加藤機関に拾われてレズナー隊へ配属された。新型アルマを駆ってラインバレルと対峙するも、覚醒したラインバレル・アマガツにより全員殺されてしまう。

### 一般人、その他
新山 理沙子（にいやま りさこ）
声 - 下屋則子
【誕生日：2004年4月11日 / 年齢：15歳 / 性別：女 / 血液型：B型 / 身長：157センチメートル / 出身地：東京都（テレビアニメ版では神奈川県） /　好きな食べ物：チーズケーキ・お菓子 / 嫌いな食べ物：納豆 / 趣味：お菓子作り】
浩一や矢島の幼馴染。浩一のことが好きだが、なかなか想いが届かず、関係は進展しない。浩一と一緒にいた絵美に対して嫉妬心を持つ一面もあり、疎外されることに度々愚痴をこぼす。降矢の指導もあり、何とか菱見高校へ入学できた。
早瀬軍団の一員だが、浩一がラインバレルで戦っていることは知らない。そのため「JUDAも加藤機関も大嫌い」と発言し、図らずも浩一にショックを与えてしまう。その後は矢島が生きていたこと、そしてその理由を隠している浩一に不信感を抱き彼を避ける。説得に来た矢島も一度は失敗しているほど、浩一に対する不信感は強くなっていた。そして矢島が二度目の説得に来た際、自ら彼女のもとに現れた浩一に激情をぶつけてしまうが、直後に加藤機関の急襲に巻き込まれてしまう。しかしそこで矢島と共に自らのマキナを呼んだ浩一に真実を告げられることになる。
【テレビアニメ版のみの設定】JUDAの慰安旅行で海へ一緒に行ったときの夜には、浩一に対する想いが抑えられなくなり、強引に彼の唇を奪う。しかし、その現場をメンバー全員に目撃されたことから、JUDA本社内と学校内で熱烈カップルとして祭り上げられ、絵美と美海の恋心に火を点けてしまった。浩一がラインバレルで戦っていることを当初は知らなかったが、後に知ることとなる。浩一達がJUDAを取り戻した後は、お菓子専門の臨時炊事班のような役目を担い、彼を支えていこうと励む。
降矢 勉（ふるや つとむ）
声 - 中村悠一、城雅子（幼少時代）
【誕生日：2004年5月2日 / 体重：15歳 / 性別：男 / 血液型：B型 / 身長：175センチメートル / 体重：56キログラム /　好きな食べ物：ウニの軍艦巻き / 嫌いな食べ物：イクラの軍艦巻き / 出身地：東京都（テレビアニメ版では神奈川県） / 趣味：カラオケ（Jポップ）】
不良（?）ではあるが、「虎の威を借る狐」を地で行っており、いつも強い者の後ろにくっ付いている。浩一がファクターとなってからはパシリと化し、早瀬軍団の一員になる。以降はかなり丸くなったものの、理沙子とは低レベルな口喧嘩も繰り広げている。
実はアイドルオタクで、スマッシュ・ドールの追っかけ。学校の成績は意外と良いが、前述の追っかけ目的で美海のいる菱見高校へ入るなど、行動原理が不純であり、周囲からは「気持ち悪い」と酷評された。軍団内では、唯一クラスが違う。
矢島 紗季（やじま さき）
声 - 佐々木日菜子
【誕生日：2005年10月10日 / 年齢：14歳 / 性別：女 / 血液型：O型 / 身長：160センチメートル / 出身地：東京都（テレビアニメ版では神奈川県） /　好きな食べ物：牛乳プリン / 嫌いな食べ物：肉 / 趣味：テニス】
矢島の妹。矢島の墓の前で偶然浩一と会い、その迷いや拘泥を断ち切る。後に兄と再会し、母と共に喜んでいた。
【テレビアニメ版のみの設定】理沙子や美菜と仲が良く、理沙子を「りさねえ」と呼び、慕っている。兄の帰還を、素直に喜んでいた。終盤にてセントラルの回収マキナによって美菜と共に捕まり、分解・融合して一個の細胞にされ取り込まれる。しかし、最終決戦の後は無事生還した。
五十嵐 忍（いがらし しのぶ）
声 - 飯塚昭三
【誕生日：1982年8月30日 / 年齢：37歳 / 性別：男 / 血液型：O型 / 身長：191センチメートル / 体重：105キログラム / 出身地：大分県 /　好きな食べ物：柿の種 / 嫌いな食べ物：甘いもの /趣味：野球観戦 / 所属：特殊自衛隊】
特殊自衛隊の隊長。JUDAの作戦には協力的であるが、ラインバレルやハインド・カインドに機体を破壊されるなど、いつも大変な目に遭っている。だが、加藤機関3部隊によるJUDA襲撃の際には職員を全員無傷で避難させるなど、優秀ではある模様。
迅雷の配備後は部隊長として活躍している。
マイケル・マッケイガン（Michael Mckagan）
米軍に所属、階級は大尉。衛星兵器破壊作戦の指揮官を務める。同作戦時、山下に「力の使い方」を説く。テレビアニメ版には登場しない。
児玉（こだま）
声 - 青森伸
日本の内閣総理大臣。名前は不明。石神とは友人のような関係であり、良き理解者。石神の素性を知っていた。加藤機関による同時核攻撃作戦の後、「推進派」によって総理の座を追われてしまう。
実は1960年に生まれた石神の実子。ファクターになったことで姿を消した父は死んだと聞かされていた。石神がやろうとしていることを具体的に聞かされているようでそれによって父が「最悪の罪を犯すことになる」と危惧している。
中島 薫（なかじま かおる）
阿戸呂村で暮らす老婆で、宗美の妻。高度経済成長期に蒲田の映画館で働いていた頃、上京した宗美と出会ったことがきっかけで、後に結婚。宗美と共に、阿戸呂村へ移り住んだ。
末期癌に冒されていたため、ほぼ寝たきりだった。最期は宗美に看取られ、安らかに逝った。
テレビアニメ版には登場せず、宗美の回想の中で薫と窺える人物が登場しただけに留まっている。
森次 百合子（もりつぐ ゆりこ）
声 - 本名陽子
玲二の姉。両親はすでに他界しており、玲二と共に暮らしていた。暴力を振るい続ける森次を心配していたが、英治に命令された不良によって殺される。
【テレビアニメ版のみの設定】森次に恨みを持っていた不良によって殺される。
道明寺 蔵尚（どうみょうじ ぞうしょう）
道明寺の父で、道明寺家第32代当主。普段は和尚として務めている。
容姿はヤクザのように強面で息子には厳しいが、息子の友人には優しく、クリスマスパーティーではサンタクロースの格好となるなど、サービス精神旺盛な一面もある。
桐山 修蔵（きりやま しゅうぞう）
英治の父で、キリヤマ重工会長。森次と密かに連絡を取り、「英治を救ってほしい」と頼んでいる。キリヤマ重工買収後は英治を連れ、海外へ移った。
城崎 天児（きざき あまがつ）
声 - 田中正彦
絵美の父。久嵩に（自分を殺すように依頼したことで）殺された。ラインバレルの真のファクター。長崎にある加藤機関のプラント（実際はキリヤマ重工の造船所）を襲撃任務の際、加藤が新たに製造したアルマが現れたことがきっかけとなり、ラインバレルの真の姿を現す。その現象は、石神と加藤に「城崎天児が目覚めた」と評されている。
少々抜け気味で面倒くさがりな性格で、妻である優子には頭が上がらない。その一方で天才的な科学者であり、ナノマシンとマキナの開発者であり、全てを始めさせた元凶とも言える人物。
覚醒後、自身と対峙しようとする浩一を迎え入れ、未来世界が滅んだ真相を告げる。ラインバレルを造り、加藤に自らを殺害させてファクターとなり、たった一人で世界を「壊す」ために戦った。ラインバレルを開発した理由は「世界を壊すため」であり、ラインバレルと共に壮絶な戦いにたった一人で挑む。長きにわたる戦いで肉体を失い、脳髄だけを「アーク」に収めてラインバレルに搭載し、一体になったことが明らかになる。たび重なる転送や戦闘の影響で寿命が近く、自身が死した後には絵美に全てを託すつもりだったようだが、浩一に「仲間がいたのか」と問われ、浩一の覚悟を確かめた後、彼に全てを託して消滅。残っていた脳髄も崩壊した。
【テレビアニメ版のみの設定】久嵩と絵美の父。高蓋然性世界で、ラインバレルの設計や制作を行った。セントラルを欺くために久嵩には自分を殺させ、絵美には浩一達の世界へ行くように言い残す。
ナノ、マシン
長崎で浩一がラインバレルと接触した際に「人類滅亡の概要」を説明した二体ひと組のマスコットキャラ。その正体はラインバレルのサブ電脳であり、浩一と傍らにあるが、かつては天児とともにいた。
城崎 優子（きざき ゆうこ）
絵美の母であり天児の妻。柔和な性格ながら面倒くさがりな天児の生活を仕切っていた。天児が開発したナノマシンによって想像力が失われていったため、遺伝子に隠された「自滅スイッチ」が作動して自殺した。
早瀬 美菜（はやせ みな）
声 - 岡田優香
【誕生日：2008年11月23日 / 年齢：10歳 / 性別：女 / 血液型：B型 / 身長：135センチメートル / 出身地：神奈川県 /　好きな食べ物：ステーキ / 嫌いな食べ物：とろろ / 趣味：ゲーム（ホラー、格闘ゲーム系）】
浩一の妹。テレビアニメ版にのみ登場。浩一にダイビング・ボディ・プレスを掛けるなど、元気な少女。理沙子や紗季とも仲が良い。兄がJUDAの社員になっていることは知っているが、ラインバレルのファクターであることまで知っているかは不明。
JUDAが桐山に占拠された際は浩一を探すためとはいえ親子揃って、桐山のプロパガンダに協力していた。最終決戦では紗季と共にセントラルのマキナに回収されるも、マキナの機能停止に伴い解放された。
早瀬 千里（はやせ ちさと）
声 - 城雅子
【誕生日：1984年5月6日 / 年齢：35歳 / 性別：女 / 血液型：O型 / 身長：158センチメートル / 出身地：石川県 /　好きな食べ物：寿司 / 嫌いな食べ物：ゴーヤ / 趣味：ダイエット】
浩一の母。原作には携帯電話での会話のみで登場。アニメでは浩一がまだ中学生であるにもかかわらず、急にJUDAに勤めることになったことも気にしなかったり、「給料が良いし将来も安泰」と口にして理沙子のように心配しないなど、いわゆる楽天家。
ジュディ・ブラウン
声 - 勝生真沙子
【誕生日：1993年5月16日 / 年齢：26歳 / 性別：女 / 血液型：A型 / 身長：179センチメートル / 出身地：アメリカ・カリフォルニア州 /　好きな食べ物：チリドッグ / 嫌いな食べ物：スイカ / 趣味：映画鑑賞】
テレビアニメ版に登場。在日米軍の女性中尉であり、原作におけるマッケイガンに相当。キリヤマ重工によるクーデターの際は浩一と絵美を匿ったが、彼らを追ってきたカグツチに特攻して死亡。後に、容姿と声がそっくりな姉・ナンシーも登場した。
「推進派」
加藤の手駒である活動家達。第15巻まではその存在のみが語られているだけであった。
複数形ではあるがその実態は絵美の父、城崎天児のクローン体たちであり、加藤の切り札でもある。最終話以降に本誌に出たためアニメ版は登場しない。
JUDAと破談し最早相容れぬ仲になったと悟った加藤の命で活動を開始し、目立ってはいないものの児玉の次に総理の椅子に座るなど着々とJUDAを真綿で絞め殺すように包囲網を構成しつつある。ユリアンヌ曰く「活動を開始した以上JUDAは世界の敵となる」と言わしめていることから各国の政府機関に潜り込んでいる模様。
いかなる意思を持って（加藤に誕生前に刷り込まれたか、あるいは己の意思なのか）行動しているのかは目下不明。しかし「加藤機関」ではなく加藤個人の切り札であるといわれている。
ヒトマキナ襲来に際して両組織が共闘することとなったため、JUDAへの敵対関係は解除。
早瀬浩一がラインバレル諸共行方不明になっていた間には、彼の両親に浩一が陥っていた状況を伝えるなどしていた模様。
クリストファー・ルーベンス
「アメリカ合衆国・影のフィクサー」と呼ばれるルーベンス財団の新当主。実体としては「推進派」の隠れ蓑に過ぎなかったが、先代の急死によってクリストファーが新当主に就任した。
石神と何らかの取引があったのか、推進派の一人「アメリカの城崎天児」を射殺して「真のフィクサー」となることを宣言する。
対マキナ用兵器の開発を否定しており、射殺した天児の脳から吸い出した情報で「マキナを殺す方法」を手に入れた。
フィクサーにならなければならないという強い考えを持つ反面詰めが甘く、パラディン部隊の敗北や大統領とヒトマキナの特使との会談を把握できないなどの失態を重ねている。
大場真来梓（おおば　まきし）
推進派の一人「日本の城崎天児」が接触した少女。#ヒトマキナ参照。

## 登場メカ

### マキナ（MACHINA）
製作者や製作意図などが謎の、未知のテクノロジーで作られたロボット。電子頭脳が搭載されており、ある程度なら自立稼動できる。基本装甲はニューロカーボン製、表面装甲はナノセラミック製である。動力については特に言及されていないが、バッテリーの搭載で稼働時間延長が可能なことから電力で稼働していると見られる。
機体ごとに家紋のような意匠を持ち、全部で11体しか存在していないと言われている（テレビアニメ版では10体が登場）。一方でラインバレルはその11体にカウントされない12体目であると言われ、以下のマキナの特徴が必ずしも当てはまらない特殊性を持つ。ナノマシン（アニメ版では、「ドレクスラーソイル（Dソイル）」と呼ばれている。また、Dソイルの活動を抑制する「サプレッサー」も登場している。）によって自己修復が可能であり、また対象マキナの固有ナノマシンを移植された人間は、そのマキナのファクター（パイロット）となる。ファクターとなった人間はマキナと命を共有する存在であり、そのために一般人を凌駕する身体能力を有する。搭乗する際や感情が高ぶる際に目が赤く光ることがある。
マキナは「人に危害を加えない」という原則を持つため、基本的にはファクター搭乗前に人間、または有人機への攻撃はできない。ゆえにファクターは「マキナにとっての人殺しの因子（ファクター）」と呼ばれる。万が一無人マキナが人間を死に至らしめた場合、自動的にナノマシンの移植による蘇生が行われ、その人物は自動的にファクターにされる。さらに、「ファクターの生命を守る」という制約を何よりも遵守するため、老化さえも死に向かうことと判断し、ある一定の年齢でファクターの成長を止めてしまう（未成年の場合は17〜18歳で停止、すでに成人している場合はファクターになった時点から老化が停止する。）。しかし、不老ではあるが完全な不老不死になるわけではなく、再生不能レベルにまで細切れにするか、ナノマシンの制御を行っているマキナ本体を完全に破壊すればファクターは死亡する。新西暦2023年の最終決戦後、10年の間にファクター側の固有ナノマシンを無効化する方法が確立した。
「転送」によってファクターのいる場所に現れることができる。レイチェルによればファクターの存在する座標を自分の未来位置と仮定することで行われる「一種のタイムトラベル」だが、通常は無人でなければ行えない。基本的にほぼ全ての機体が単座の構成で、ラインバレルとロストバレル以外は量産機の可能性が高い（ディスィーブは例外的に複座ではあるが、JUDAが後付で複座改造をしたに過ぎず元は単座である。そのため1人で全機能の操作も可能な模様）
制御中枢は「電脳」と呼ばれる高性能人工知能であり、これを失うことはマキナとしての死を意味する。操作系統はかなり単純で、コクピット内からの操作はあくまで補正であり、基本的にはファクターの脳が発する電気信号を電脳で受け取り、機体の駆動に即座に反映することで行われる。
実は作中に登場するマキナはラインバレルを除いて「残存することができた」マキナであり、軍艦島の最深部には久嵩（ユリアンヌも関わっていた）が破壊してきたマキナの残骸が大量に破棄されており、その中に森次は自身の愛機ヴァーダントの同型機の残骸を認めた。
デザイン上の共通点は、かかとが無いこと、目に似た外観のコックピットなど。また、本作に登場するメカ共通のデザインコンセプトは、「アニメでは描けないくらい線の多いデザイン」である。作中では時折、「鬼」と表現される。「マキナ」とはラテン語で「機械」の意味。
ラインバレル（LINE BARREL）
【全長：21m / 頭頂高：19.1m / 重量：51.27t / 機体色：白（浩一搭乗時）、黒（絵美搭乗時） / 意匠：左三つ巴 / ファクター：早瀬浩一、城崎絵美】
両下腕に太刀を1本ずつ装備し、近距離戦闘に特化した機体。テールスタビライザーに隠し持った長距離戦も想定したビーム兵器「エグゼキューター」による射撃や、大出力のビーム刀による斬撃も可能。また、掌から「圧縮転送フィールド」を発生させ、敵の身体を削り取ることもできる。
テールスタビライザーには飛行ユニットも内蔵されており、15〜20分程度の飛行が可能。また、その際は両肩と両下碗の装甲を展開した形態「ラインバレル・オーバードライブ」となる。
2人のファクターの存在、ファクター搭乗前での敵マキナへの攻撃、異常なまでの修復能力の高さなど、他のマキナとは明らかに異なる点が多数存在する（マキナが遵守すべき原則が適用されない）、謎の多い機体。更に特定の状況では他のマキナに干渉し、動作に異常を発生させる（その際、アルマは完全に動けなくなる。森次曰く、「マキナがラインバレルに対し、破壊衝動を抱くほどの恐怖を感じている」）。
現存する11体のマキナにカウントされない12番目のマキナであり、「カウンター・マキナ」と呼ばれる存在であるが、詳細は不明。
ラインバレル破壊作戦後、特殊な粒子で満たされたチェンバーに頭部のみを封印される。これは、ラインバレルの残りのボディを転送させないためである。その後、矢島との対話により心を決めた浩一と、彼の言葉に立ち直った絵美と対峙する。その際、ラインバレルにはもともと電脳が搭載されていなかったことが明らかになる。サブ電脳は一応あったが、メイン電脳の代用品になっていたのが真のファクターである天児の脳髄である。このため、天児は「真のファクター」というよりは「ラインバレルそのもの」であった可能性が高いとレイチェルが推測している。異常なまでの修復率の高さ、敵マキナへの無人状態での攻撃など、ラインバレルの特異性は全て天児の存在があったためである。天児の脳髄は「R335」とナンバリングされた「アーク」と呼ばれるカプセルに収められ、ラインバレルの一つ目部分に収納されていた。浩一が天児から「真のファクター」を受け継いだため、現状では浩一が「ラインバレル」そのものである。マキナとして問題なく機能しているため、絵美の生命にも問題はない。事後に修復され、加藤機関の二点同時襲撃の際に満を持して浩一に召喚される。
完成当初は電脳が搭載されていたが、天児の脳髄を「アーク」に収めて入れ替えた際に排除され、「真のファクター」が電脳の役割を兼任する（ファクターの意志がそのままラインバレルの意志となる。言い換えれば「真のファクター」の戦闘用の肉体と言える）ように調整された経緯がある。このため、ラインバレルは原則を無視した非常識な行動を取れるが、「ファクターの生命を最優先する」という原則だけはそのまま適用されている模様。この「真のファクター」の資格は前述の通り浩一が受け継いでおり、彼の意志がそのままラインバレルの意志となっている。それゆえ、「ラインバレル」というマキナ自体には意志は存在せず、全てのマキナの中でヒトマキナとなる可能性を一切持たない。
テレビアニメ版では一部の配色とテールスタビライザーのデザインが異なっており、特に前者は原作よりヒーローイメージを強くされている。最終局面で絵美を復活させ、機能を停止した（絵美曰く、機能を停止しても地球には帰還できるらしい）。
作者によると「ラインバレル」とは、「可能性の枝」・「境界」を表す"line"と、「多量」を表す"barrel"とを合わせた造語とのこと。
ラインバレル・オーバードライブ（LINEBARREL・OVER DRIVE）
絵美の搭乗によって発現した形態。その際、「カウンターナノマシン」の効果によって機体色が通常の白から黒へと変わる。
ファクターを搭乗させたままでの連続転送「オーバーライド」が可能であり、圧倒的な戦闘力を見せる。たただ、このオーバーライドは「ファクターの生命に危険が及ぶ」ため、カウンターナノマシンがその負荷を軽減する役割を果たしている。カウンターナノマシンは絵美の搭乗時しか起動できないが、浩一の搭乗時でもオーバーライドは可能。ただし、カウンターナノマシンを起動できないため、身体への負担は増大している模様。浩一の搭乗時、機体色は通常通り白のままであったが、後に城崎天児より「真のファクター」の資格を譲り受け、ラインバレルそのものを継承したことでカウンターナノマシンも使用可能となった。
絵美が長時間搭乗できないため、この形態でいられる時間は限られていたが、浩一が使用できるようになってからは幾らか延長した模様。後にこの形態は「ラインバレル・オーバーライド」と改称された。
テレビアニメ版では、この形態を「ラインバレル mode-B」と呼称する。浩一の搭乗時でも、機体色は黒へと変化する。
ラインバレル mode-C
テレビアニメ版に登場。絵美が殺されたと思い込んだ浩一の怒りから誕生したラインバレルの最強形態であり、マキナ殺しの力を発揮するために必要な形態。全身が赤く輝いており、目の部分がファクターの眼と同じデザインとなっている。
マサキ曰く「エネルギー効率の悪い、非効率的な機体」。また、この形態の際の浩一は眼が通常以上に変化しており、周りには黒い線のようなものが浮き出ていた。
最終局面ではネイキッドと融合した巨大マキナを撃墜し、次元の裂け目も完全に消滅させた。
ラインバレル・アマガツ
真のファクターである城崎天児が目覚めたことで見せた、ラインバレル本来の姿。天児の意志で動いているため、浩一には制御不可。
額の装甲が下がり、そこに守られていた第三の目が露出し、二つ目の姿から一つ目へと変わる。また、同時に放熱などの理由によりマスク部も展開し、牙を剥いたような表情になる。
真のオーバードライブ状態とも言うべき形態であり、連続転送はもちろん、圧縮転送フィールドで敵の攻撃を反転させることも可能。
天児の目的であるマキナ殺しに加え、ファクターとしての慣れにより、浩一が搭乗したときの状態を圧倒的に上回る。これは天児がラインバレルを創った張本人である以上、そのスペックも熟知している故である。しかし、連続転送などエネルギー消費が激しい戦闘スタイルのため、長時間の戦闘は行えない。
プロトタイプ・ラインバレル
ラインバレルの初期状態。天児が加藤を諭して自ら死に、ファクターとなる。
この時点で圧倒的な戦闘能力を誇り、単機で凄絶なまでの戦いを行った。武装は太刀二本。この時点では加藤機関の新型アルマに似た外観だったが、各部に後のラインバレルと共通の意匠が見受けられる。機体色は黒。意匠は三つ組み巴。
ラインバレル最終決戦仕様(EX-LINEBARREL)
デウスエクスマキナとの最終決戦の為に造られた、ラインバレル専用の追加兵装。「転送システムを封印した戦闘」を前提に、防御面の強化を主目的としている。それによって生じる動きの制限を補う為、各部にスラスターを配し、両肩後部に無線式のプラズマ兵器を備えている。背面には予備の太刀をマウントした二基の大型ジェネレイターポッドを持ち、他にも各種ミサイルやレールガンなども備えていたが、それらを使用する前に浩一が全てをパージしてしまった為、日の目をみる事は無かった。
ラインバレル・オーバーロード(LINEBARREL・OVERLORD)
ラインバレルが真のファクターとなった早瀬浩一と同化した状態。アニメ版のmode-Cに相当する形態。
機体が赤色化し、目にファクターアイが浮かんでいるのが特徴。これについては外部ジェネレイターを使用し、強制的に出力を上げた事による、装甲表面の色層破壊が要因であると推測される。しかし、一方ではこの赤色こそが本来の機体色であったのではないか？という見方も出ており、その真相は未だに解明されていない。また、最終決戦仕様に合わせ、胸部装甲と太腿部に改修が施され、頭部額にも小型のスタビライザーが追加されている。
デウスとの直接対決では転送と見間違えるレベルの超加速でデウスを翻弄していた。
ラインバレル・エコー
アニメ版第26話「鉄の影」に登場。ハブ・ダイナモを破壊した際に次元の狭間に残留したラインバレルのエネルギーがハブ・ダイナモとシンクロし、浩一たちの世界に映し出されたラインバレルの影のような存在。ラインバレル自体の影であるためファクターは存在しない。世界各地のスフィアから出現し、マキナ殺しの本能に従い本物のラインバレルの破壊を目的として三崎町に侵攻した。姿形は本物と同じだが、ボディカラーが全体的にややグレーがかっており、各部に紫が配色されている。基本性能もラインバレルと同等で、高い再生能力を持つ。
複数体が出現し、JUDA特務室のアルマ部隊やヴァーダントの攻撃も受け付けなかったが、復活したラインバレルの攻撃で全て消滅した。その後三崎町のスフィアから巨大なエコーが出現したが、戦いの結末は描かれていない。

ヴァーダント（VERDANT）
【全長：20.7m / 頭頂高：18.8m / 重量：50.83t（ヴァリアブル・バインダー含む） / 機体色：青 / 意匠：月輪 / ファクター：森次玲二】
テールスタビライザーがマルチパーパスユニットであることを特徴とし、それに各種オプションを装着することで場面に応じ機体特性を変え、様々な状況に対応することができる。
通常時は「ヴァリアブル・バインダー」が装着されており、中に2本ずつ、計16本に及ぶ太刀が収納されている。また、高速移動時の機体制御の役割も持つ他、展開することで簡易的な盾としても使えたり、部分的な切り離しも可能である。戦闘時は太刀を指の股に挟むように、片手に複数本持つことが多い。
内部構造やナノセラミック装甲などの基本構造は、ラインバレルと似通っている。
森次をファクターとして蘇生させた際、激昂した彼により右眼を破壊され長らくそのままになっていたが、キリヤマ重工との戦いの直前、浩一と戦う際に弱点を無くすために修復された。その後、プリテンダーのナーブクラックを受けた際に幻影の百合子によって破壊され、再び隻眼となっている。その後も森次の「本気モード」や破壊されたマキナの補助電脳からのデータサルベージをやらされたりとマキナの中では結構こき使われている。
機体名は英語で「青々とした」を意味する"verdant"から（第2巻と第8巻の表紙から同じスペルでもあると分かる）。
素性は「バレルシリーズ」に属するラインバレルの制式量産型。実際に未来世界の映像を見た浩一は、その中で細部こそ違うものの、戦闘を行う多数のヴァーダントを目撃している。森次が本編で搭乗しているのは、それらの「殺し合い」を乗り切り、しかし想像力を得られずヒトマキナになれなかったうちの1機である。
テレビアニメ版では一部の配色とデザインが異なる他、ヴァリアブル・バインダーがテールスタビライザーではなく、背中に装着されている。
ヴァーダント中距離支援仕様（MID-RANGE SUPPORT MODE）
ヴァーダントの中距離支援形態。キリヤマ重工との決戦時に初登場。
背部バインダーの替わりにハンドレールガンを装備し、両手に銃剣型サブマシンガン、両下腕部に3本ずつ計6本の太刀、頭部に各センサー類を装備している。
ヴァーダント長距離支援仕様
ヴァーダントの長距離支援形態。加藤機関の長崎襲撃時に換装。
大型レールガンを両手に装備し、背部に各種ミサイルを備えたコンテナユニットを装備している。
森次はハインド・カインドに長距離砲があるため、本来使うつもりはなかったらしい。
ヴァーダント近接戦仕様
ヴァーダントの近接戦形態。加藤機関の長崎襲撃時に換装。
テールスタビライザーにスラスターポッドを装備した形態。武装は両下腕部に2本ずつと両手に1本ずつ、計6本の太刀が確認できる。

ハインド・カインド（HIND-KIND）
【全長：25.8m / 頭頂高：23.2m / 重量：73.1t / 機体色：黄色 / 意匠：入り山形 / ファクター：山下サトル】
重量級の機体であり、本来は長距離攻撃用であるが、当初は軽量化の優先から長距離砲を装備していなかった。
両腕部は伸縮自在の人工筋肉とそれに対応した内部骨格や、両手内側（実際は手首）に取り付けられたバーニアによる「バレットアーム」を最大の武器とする。バレットアームは、「鉄騎槍」とも呼称される。
通常戦闘ではバレットアーム、レーダー兼スキャナーのリフレクターコア、両下腕部から高速発射する鉄杭「キラービー」、グラン・ネイドル戦で取り付けられた長距離砲（実弾兵器）を使用する。また、巨大な頭部にはレーダーアンテナや通信装置、マルチセンサーなどを備えており、索敵・警戒に優れた機体でもある。
番外編短編　非選抜因子にて3号機なのに足がキャタピラでないことがネタにされていたが、その数か月後の対ラヴバレル戦ではキャタピラ走行を披露した。
さらにその数ヵ月後のニューヨーク解放作戦では両肩に装備した長距離砲を右肩一門のビーム砲に換装し精密砲撃を披露した。
機体色や搭載装備からよくネタにされている。
アパレシオン（APPARITION）
声 - 風間勇刀（ハグレマキナ）
【全長：20.3m / 頭頂高：19.2m / 重量：50.2t / 機体色：暗灰色 / 意匠：丸に霞 / ファクター：矢島英明】
加藤機関が所有していたマキナの1体。初登場時はファクターが電子頭脳のバグに侵され、制御不能状態に陥っていた。
ラインバレルの破壊とファクターの排除を目的として浩一を襲い、一緒にいた矢島を殺害。怒り狂う浩一のラインバレルと、駆け付けたヴァーダントやハインド・カインドと戦闘状態となり、ハインド・カインドのバレットアームを受けてファクター諸共、破壊された。
当初は「ハグレマキナ」と呼ばれていた。ハグレマキナとは、ファクターの存在しないマキナの通称であり、実際はこの機体はそれに相当しなかった（山下曰く「皆が自分を気遣ってハグレと呼んでいる」=ハグレと呼ぶことで山下に人殺しの責任を負わせないように気遣っている）。
その後はJUDAに回収・修復され、新たなるファクターとして目覚めた矢島と共に加藤機関による核攻撃阻止のために運用され、事後は隠密任務を受け持っている。
電磁迷彩機能を持ち、弾道制御を可能とする大型ライフル（一発必中を目的としたために、弾丸一発あたりのコストは高い）を装備したスナイパー・タイプのマキナだが、状況に応じてハンドガンやサイドアーマー内に格納された直刀も使用する。サイドアーマーには精密射撃時の姿勢を安定させるためのパイルバンカーも備える。
加藤機関の訓練所などをゲリラ的に遠距離狙撃する任務などに就いており、電磁迷彩で移動した後長距離からの狙撃、そして現在位置を把握される前に再度迷彩を展開しての離脱は、加藤をして受身しか取れない状態であった。
当初は固有の機能である電磁迷彩に見合った装備を持っておらず、長距離狙撃用のライフルを始めとした装備の大半が加藤機関およびJUDAで製作された物（前述のサイドアーマーすら現代での追加武装）である。
解析によりペインキラーと同時期の製作機体であることが判明している（つまりは「人が作ったマキナ」としては最新鋭の機体である）。基本装甲は他のマキナ同様のニューロカーボン製だが表面は特殊な金属繊維装甲となっており（ラインバレルやヴァーダントなどはナノセラミック装甲採用）、本装甲こそが電磁迷彩を使用する上でのキモとなっている。また単行本の資料によれば本機胸部およびサイドスカートに付いている板状の装置は電磁迷彩の補助ユニットであるとのこと。
電磁迷彩時の光の透過率はほぼ100%を誇っており、劇中で加藤機関への狙撃に度々用いられても加藤側は一切撃たれるまで察知できない・浩一との模擬戦闘の際に目の前に居るといわれても迷彩を解除するまで視認できなかった、など本機の迷彩率の高さを証明するエピソードがいくつか存在している。
テレビアニメ版ではラインバレルに敗れてファクターを失った後、矢島を新たなファクターとして復活させた。復活後は加藤機関に所属していたが、矢島と浩一の和解後はJUDAへ属した。
機体名は英語で「亡霊」を意味する"apparition"から。

ディスィーブ（DECEIVE）
【全長：56.2m / 頭頂高：54.0m / 重量：117.5t / 機体色：灰桜 / 意匠：丸に三つ鏡 / ファクター：遠藤イズナ】
槌のような人型からはかけ離れた外見の、現存するマキナの中で唯一の非戦闘型マキナ。元は1人乗りだったが、JUDAにより2人乗りに仕様変更されている。
両肩に付けられた巨大なユニット内に「ナーブ（神経）クラック」と呼ばれる対マキナ用有線伝達神経破壊・改竄針を片側に6本ずつ、両方で計12本持っており、これを対象機体に突き刺すことでパイロットに嘘情報（つまり幻覚）を送り込む。それが幻覚と解っていても、機体との神経接続を外さない限りは決して逃れられない。また、ナーブクラックは敵の捕獲や互いに絡み合わせることで、防御などにも応用できる他、ファクター含めマキナの「戦闘意欲の向上」や「自己修復能力を高める」などと言った補助的運用も可能。
ジャミング施設破壊作戦の後、美海のラストコンサートにおいてイズナの能力の暴走により「死」を認識したことでヒトマキナとなってしまい、暴走を起こし多数の民間人を殺傷してしまった。
イズナを人質に取る形で加藤機関との戦闘の後、覚悟を決めた美海によりイズナごと撃破される。しかし人質を取ったことも含め、その行動はすべて己のファクターたるイズナを守るためであり、ヒトマキナにならなかった場合起こりえた可能性の映像を道明寺のジンライにナーブラックで転送していたことが後に判明する。
機体名は英語で「騙す・欺く」を意味する"deceive"から。イメージは般若である。
タリスマン（TALISMAN）
【全長：20.2m / 頭頂高：19.0m / 重量：49.6t / 機体色：銀色 / 意匠：変わり二つ守 / ファクター：中島宗美】
阿古呂村の霊山の地下に眠っていた白銀のマキナ。やや曲線がかった、西洋甲冑を思わせる姿が特徴的。リアアーマーには、武器となる巨大な槍「テールオブキングダム（王国の尾）」を装備している。この槍の内部には指向性高プラズマ発生装置が仕込まれており、マキナの人工筋肉を焼き切る他、出力を最大にすることで機体前方のミサイルなどをまとめて焼き払うこともできる。
機体表面にはかつて何らかの装飾が施されていた跡が確認されており、装備と相まって王族や貴族およびその関連施設の近衛用の機体であった模様。
テレビアニメ版では加藤機関所属の機体で、ペインキラーを痛めつける。ラインバレル mode-Bに胴体を真っ二つにされ海中に破棄されていたが、最終局面でヴァーダントを経てラインバレルにエネルギーを送り込んだ（なぜエネルギーを送り込めたかは不明）。
機体名は英語で「護符・お守り」を意味する"talisman"から。
グラン・ネイドル（GLAIN・NEIDR）
【全長：120.1m / 頭長高：75.8m / 重量：5230.7t / 機体色：小豆色 / 意匠：亀甲に蛇の目 / ファクター：菅原マサキ】
加藤機関が所有する都市殲滅型の巨大マキナ。普段は空中に浮遊しているが、機体下部と側面のバインダーを展開する（コンバッティブモードと呼ばれる）ことで、地上戦も可能。また、武装に応じて多様な形態へ変形できる。
ビーム兵器を装備する数少ないマキナであり、ビームを湾曲させる防御システムも持つ（ただし、物理攻撃は防げない）。さらに見た目とは裏腹に高い機動性を誇り、攻撃力・防御力・機動力において他のマキナを圧倒する性能を持つ。武装は機体側面部に装備された左右計26門のビーム砲と、格闘戦形態時に現れる腕部の指に隠された太刀。
テレビアニメ版では、スフィアを設置する役割も果たしている。テルミノ・クレメンティアの際、シャングリラの特攻によって撃墜された。
機体名は、プリニウスの『博物誌』に登場する「蛇の卵」を意味するブリトン語の"glain neidr"から。
ネイキッド（NAKED）
【全長18.3m】
機体前部の中央に収納されているグラン・ネイドルの制御ユニット。人型をしており、単体でも他のマキナと充分に戦闘できる。後頭部から伸びる8本のケーブル状のスタビライザーが特徴的で、グラン・ネイドル本体と合体時のコネクトケーブルの役割も果たす。ネイキッド自体の武装として、「エリミネーター」という剣を装備する。
マキナなのは正確にはこちらで、グラン・ネイドルはネイキッドの外部武装ユニットである。しかし、戦闘力の大半をあちらに依存しているためか、このマキナについて「本体」と言った場合はグラン・ネイドルを指す。
テレビアニメ版では、ネイキッドもラインバレルと同じく「オーバーライド」が可能。最終的に巨大マキナと融合してラインバレルと戦ったが、ラインバレル mode-Cに撃墜された。
ネイキッドとは「裸」の意味。モチーフは八岐大蛇。

プリテンダー（PRETENDER）
【全長：22.3m / 頭長高：20.7m / 重量：48.1t / 機体色：灰色 / 意匠：丸に右違い鷹の羽 / ファクター：桐山英治】
キリヤマ重工が所有する可変型マキナで、大型戦闘機に変形する。飛行形態での最高速度は、マッハ3.7。元々は加藤機関の所有するマキナで、英治に提供されたもの。
プリテンダーとは後から付けられたコードネームで、本来の名称は「ディスィーブIV」。ディスィーブの発展型であり、ナーブクラックを用いた前線での戦闘を目的に開発された。両足に装備された無数の「無線式ナーブクラック」をミサイルのように撃ち込んでの攻撃に加え、背面部にはミサイルユニットを、両サイドアーマーには対マキナ用ナイフを装備する。
ラインバレルに破壊された後は、JUDAの管理下に置かれている。
テレビアニメ版ではラインバレルに撃墜された後、加藤機関に回収される。後に復活した英治と共に出撃するも、暴走を起こして自爆した。
コードネームのプリテンダーは、英語で「詐称者・王位を狙う者」を意味する"pretender"から。
巻末のあとがき漫画によると、当初は戦闘機型マキナの予定だったが、下口智裕の提案で可変型マキナに変更されている。
プリテンダー強襲装備
月面ジャミング施設破壊作戦のためにプリテンダーのステルス性強化、武装追加の改修を行った形態。巨大ミサイル2発クラスター爆弾2発、ビーム砲1門の追加が確認できる。機体色も黒みがかったものに変更されている。
ただし追加武装部分がむき出しの上、ステルス性の強化について慰め程度の効果しかないとマサキは発言している。

シャングリラ（SHANGRI-LA）
【全長：1,011m / 全幅：502.4m / 全高（通常時）：390.2m / 満載排水量：3,771,000t / 機体色：黒 / 意匠：蛇の目 / ファクター：加藤久嵩】
加藤機関の移動基地でもある超大型戦艦級マキナ。司令塔（第一艦橋）、第二艦橋、第三艦橋を有する本艦の左右に、壱番艦と弐番艦が連結した構造となっている。
潜行、航行、飛行が可能な他、内部に数百機のアルマや発進用カタパルトを保有する。頭部である第一艦橋は全機能を管理する場所でもあるが、シャングリラ自体が管理や制御を行っているため、滅多に使用されない。通常は、第二艦橋が発令所としての役割を果たしている。第三艦橋にはマキナの格納庫があり「11体目のマキナ」がファクター不在のまま眠っていた。また、グラン・ネイドルとの接続により、ブースターとして使用することもできる。
デウスとの最終決戦では、カモフラージュを解いて出現した超大型ヒトマキナの母艦から射出された多数のヒトマキナと交戦。大破しながらも生き残る。
テレビアニメ版ではフラッグと合体可能であり、合体形態も見られたが、テルミノ・クレメンティアの際にグラン・ネイドルに特攻し、機体は失われた。
機体名は、小説『失われた地平線』に登場した「理想郷」を意味する単語"Shangri-La"から。
ジュダ（JUDA）
【全長：不明 / 頭頂高：不明 / 重量：不明 / 機体色：白 / 意匠：糸輪に覗き桔梗 / ファクター：石神邦生】
JUDA本社の社長室真下に安置されたマキナ。機能や用途などは一切不明で、その存在を知る者も少ない。
通常はジュダコーポレーションのマザーシステムとして機能しており、ジュダの通常業務から特務室の任務までカバーしている。その恩恵としてジュダは司令室やオペレーターなどを必要とせずに、世界中のネットワークと繋がっている。
レドーム状の巨大な頭部と、スカート状のパーツに覆われたボディが特徴的。頭部には正面のメインフェイス以外に、4つの顔のようなパーツがある。武装は七支刀。望むべき結果を意図的に引き起こすことができる能力を持っており、望むべき結果に必要な事象を教えてくれる。
1960年代にハグレマキナとして加藤機関に回収されるが、実際には自分から接触してきた「ヒトマキナ」であり、ジュダと言う名も自ら名乗った。元々、ヒトマキナたちの人類再生計画の際のシミュレータとして開発した機体で自身の電脳内でシミュレートした人格を再生された人間にインストールした。人類絶滅を回避するために数限りない歴史シミュレーションを行い、「自らの死」を認識するほどの「破滅の未来」を視たことでヒトマキナとなった。
ヒトマキナとのファーストコンタクトにおいてヒトマキナの転送フィールドを破壊するため自身の転送フィールドを反転させ消滅した。
機体名はイエス・キリストを裏切った十二使徒の一人"イスカリオテのユダ(Judas)"から。
テレビアニメ版には登場しない。
ペインキラー（PAINKILLER）
【全長：17.3m（18.6m） / 頭頂高：17.0m（18.6m） / 重量：40.9t（48.7t） / 機体色：桃色（初期状態）、紺色（本体） / 意匠：九枚笹に蛇の目 / ファクター：九条美海】
※（ ）内は初期状態時の数値。
拠点強襲型マキナ。「単機での拠点強襲」を目的に実験的に開発された機体。
島根県の比婆山から続く地下道の奥に眠っていたマキナ。「マキナではない何か」が発見された場所から、人為的に塞がれたと窺える空間に存在していた。
当初は、増加装甲を纏った初期状態で発見された。この状態は曲線で構成された女性的なシルエットであり、ボリュームのある腕部・脚部リアアーマーが特徴。美海がファクターとなった直後の加藤機関との戦闘では、装甲を外した凶悪な姿の本体を現した。増加装甲は、防御以外に製造元の秘匿を目的としていた模様。
初期状態の武装は、手持ちの鎌。本体は、独立型遠隔操作兵器である随伴機パルドとロックを従え、ロックの機体底面にマウントされた蛇腹剣状の鞭を主に使用する。また、これら随伴機との合体機構を備えている。これは機体性能向上のためというよりも敵への心理的圧迫を主目的としていると想像されている。さらにファクターの心身のみならずペインキラー本体にも多大な負荷をかけるため、長期戦は不可能。
美海が沢渡に共闘を求めた際、美海はペインキラーから降りていたためほとんど抵抗できずに両腕を引き継ぎられその後大破。最後はロストバレルについたパルドとロックに胴体部分を僅かに残し喰われた。
機体性能、2機の随伴機の存在から、「マキナの製造ガイドラインを拡大解釈」した機体である模様。
テレビアニメ版では、JUDA所有のマキナとして登場。拠点防衛型マキナとなっており、初期状態のみで本体は登場せず（ただし、一度だけ強化形態のような姿を見せた）、随伴機も登場しない。武装は投げナイフや、2丁のレールガン。
機体名は英語で「鎮痛剤」を意味する"painkiller"から。
デザインした清水栄一はペインキラーの真の姿が登場することを誰にも教えていなかったらしく、相方の下口智裕も直前まで知らされていなかったようである。
パルド、ロック
ペインキラーに従う独立型遠隔操作兵器で、パルドは獣型、ロックは鳥型の大型マシン。
比婆山から延びる地下道で発見された。JUDAの調査ではコックピットが発見できずに「マキナではない何か」と呼ばれており、発見当初は2体が混ざり合って形状が把握できないほど無茶苦茶な状態であった。その後の加藤機関との戦闘で、窮地に陥った美海の意志に応えるかのように本来の姿を見せる。
随伴機でありながらマキナに匹敵する戦闘力を有する他、ペインキラー用の武装を豊富に内蔵し、未知の能力も秘めている模様。遠隔制御にはプリテンダーの無線ナーブクラック、武装変更システムはヴァーダント、と他のマキナの技術を多く取り入れられている。

ロストバレル（LOST BARREL）
【全長：22.0m / 頭頂高：20.2m / 重量：53.3t / 機体色：黒 / 意匠：左二つ巴 / ファクター：沢渡拓郎】
シャングリラ内部に秘匿されていた11体目に当たる「最後のマキナ」。額から長く伸びた一本角が特徴。
城崎天児の手で「世界で最初に完成した大型マキナ」であり、後継機のラインバレル試作型、派生機である量産型とヴァーダント、そしてそれらを元に世界中でマキナが造られていった経緯から「全てのマキナの祖」といえる存在である。「バレルシリーズ」の一号機。
ラインバレルの同型機であるため、外観はラインバレル試作型と共通しており、その機能も自己修復能力とオーバーライド以外はラインバレルと同様。一部の機能はラインバレルを上回るといわれる。しかし実験的な部分が多くラインバレルとは異なるピーキーさを持つ機体である。主武装は両脇下の2本の小型ビーム刀。オーバードライブも使用可能で（ロストバレルのシステムの奥深くに城崎天児によって何重にも鍵をかけて封印されていた）、転送フィールドを自機の周囲に纏う事ができる。
石神と結託していた沢渡の手により起動。その後、九条美海に共闘を持ちかけられたが、拒絶し、ペインキラーと交戦。その際に秘匿されていたオーバードライブを使用。ペインキラーを大破させ、パルドとロックを自機の随伴機にした。ヒトマキナ「終焉」との決戦時には、オーバードライブでラインバレルを背後から強襲する。
月面でのヒトマキナとの最終決戦ではシャングリラ付近に突如出現した超大型の母艦型ヒトマキナと交戦。多数のヒトマキナを撃破しつつ母艦内部に侵入。内部にあったヒトマキナ格納庫と残存電脳を破壊したが、その際自機もヒトマキナの集中攻撃を受け大破。母艦型ヒトマキナと共に爆散する。
正式な機体名は存在せず、「ロストバレル」という名称は加藤久嵩に与えられたものである。
アダマント（ADAMANT）
PSP版ゲームに登場する原作者書き下ろしのオリジナルマキナ。意匠は右四つ巴。
セントラルの最終防衛ラインであり、最終侵略兵器。手持ちの片刃剣ダイミョウブレードのほか、肩の大型シールドはハインド・カインドのバレットアームと同じく伸縮自在の人工筋肉で接続されており、射出した後に搭載されているビーム砲で攻撃することができる。
出現時に味方のマキナが恐怖を感じており、ラインバレルが「鬼」と例えられたのに対して宗美がアダマントを「邪神」と評した。2機出現し、セントラルを護るバリアを展開する。

### アルマ（ARMA）
加藤機関がマキナを元に開発したロボット。マキナの簡易量産型であり、マキナのような電子頭脳やナノマシンは搭載していない。機体サイズはマキナより小柄。隊長機はそれぞれの指向に合わせ、カスタマイズされている。
「アルマ」とはラテン語で「武器」の意味。イメージは、「鬼に対する足軽」。隊長機の機体名は日本神話から取られているものが多い。
テレビアニメ版では、マキナを基に開発された人型兵器の総称であるため、特自の量産型や迅雷もアルマと呼称されている。
ツクヨミ
【パイロット：加藤久嵩、城崎絵美】
鯰尾兜状の頭部と腰の布状のサイドアーマーが特徴的な加藤 久嵩専用アルマ。マキナ狩りにて使用されていた。主兵装は手斧。ラインバレル消失事件後には城崎が乗り継いでいる。
スサノオ
【パイロット：石神邦生】
加藤機関一番隊隊長時代に石神が使用していた機体。久崇のツクヨミ予備機を改修した物でアルマとしてはハイエンド機となる。主兵装は背面に装備した太刀。過去に同様の機体はもう一機存在した。「アマテラス」と呼ばれ、二番隊初代隊長・市川伴三郎が使用していたが、過去の戦闘で大破し、市川自身も死亡している。
ツラナギ
【パイロット：真田八十介】
頭部がイカのような形状をしているのが特徴。一般のアルマ同様の槍を主兵装とする。水中戦を得意とし浩一・ラインバレル確保作戦時にはラインバレルを水中へ誘い込もうとするも周囲の海ごと転送され本領を発揮できずに撃破される。
加藤機関とJUDAの決戦時には離反した沢渡を追って第三艦橋まで乗り込んだが、起動したロストバレルに破壊された。
カグツチ（ARMA KAGUTSUCHI）
【パイロット：デミトリー・マガロフ】
火力を強化した機体で、両肩に三連装のミサイルポッド、右腰に重機関銃、左腰にマシンガンを装備し、さらに全身を装甲で覆っている。そのため、機体重量が重く俊敏な動きは苦手である模様。
デミトリー隊の機体は、マシンガンを装備している。テレビアニメ版では沢渡部隊と同じく、槍（一閃）を装備していた。
イダテン
【パイロット：沢渡拓郎】
機動力を向上させ、高速移動や高速戦闘を想定した機体。集団戦法でディスィーブを追い詰めるものの、ラインバレルによって破壊される。
沢渡部隊の機体は、専用の武器として槍（一閃）を装備している。テレビアニメ版では、ある程度量産されていた模様。
イダテン弐ノ型
【パイロット：沢渡拓郎】
イダテンの改修機。背部に巨大な推進器を装備しており、黒い迅雷との戦闘で勝利するが、大破する。
イダテン参ノ型
【パイロット：沢渡拓郎】
巨大な戦艦のような形状のアルマで、先端部が人型の上半身に変形する。機体底部に、マキナ以外では初めて実用化されたビーム兵器を搭載しているなどマキナに迫るスペックを誇るがそれゆえに電脳のサポート無しでは人間がコントロールするには限界を超えている部分がある。
長崎でラインバレルとヴァーダントを相手に戦闘を行うが、ラインバレル・アマガツに放ったビームを反転されて撃墜される。
イダテン四ノ型
【パイロット：沢渡拓郎】
イダテン弐ノ型にカグツチとヤオヨロズの防御装備を組み合わせた上、参ノ型で実用されたビーム兵器を搭載した新型。ビーム兵器はコンパクトに小型化され、手持ち兵器として運用可能だが強引に小型化したために使い勝手は悪い。浩一・ラインバレル確保作戦にて浩一たちをツラナギと共に襲撃するもアパレシオンとの狙撃戦になり不利な状況で戦闘を展開する。
JUDA総攻撃時にシャングリラの砲撃で擱座し、ツラナギに踏み潰され大破。
イダテン試作機
【パイロット：沢渡拓郎、王政陸】
高機動アルマの先駆けとして開発された試作機。厳密には、イダテンの試作型ではない。沢渡がテストパイロットとしてしばらく使っていたことや、高機動型アルマの試作型と語呂が悪いことから、「イダテン試作型」と呼ばれている。その後はヤオヨロズが破壊された王政へ渡り、この機体から得たデータを元にイダテンやヤオヨロズが開発されている。

カガセオ（ARMA KAGASEO）
【パイロット：マット・レズナー】
拠点制圧・殲滅を目的とした超弩級アルマ。巨大なロケット形態で弾道飛行を行い目標地点に突撃する。ロケット形態時には複数のアルマを搭載でき、目標に着弾直前に展開、突撃の破壊力で抵抗を排除し制圧を行う。
通常形態では頭部の巨大なマシンキャノンや複数の迎撃レーザー砲、近接戦用機関砲などの複数の火器および巨大な腕部での格闘で戦闘を行う。
浩一・ラインバレル確保作戦にて長崎の造船所へEMP兵装搭載型のアルマおよびジャックを率いロケット形態で突入し制圧戦を開始する。
新型迅雷部隊に対しては部下のアルマのEMP兵装にて優位に立つもヴァーダントと交戦し、次々と兵装を変更するヴァーダントに翻弄され撃破される。
レズナー隊のアルマは上記EMP兵装を頭部に搭載し防護のためか体形も寸胴になっている。主武装はアーミーナイフ。
ジャック・スミス（タケミナカタ）
登場人物欄参照。ジャック隊の機体は、両肩と足首に円形の盾状のパーツを付け、太刀を装備している。
ツバキヒメ（ARMA TSUBAKIHIME）
【パイロット：ユリアンヌ・フェイスフル】
通常のアルマよりも小型で女性的なシルエットが特徴。イダテンが速度重視の機体なのに対し、軽快さを重視した機体。瞬発的な速さならマキナをも凌駕する。腰部両サイドアーマー内には、専用の小型チェーンソー「クビキリ」を装備している。二度目のJUDA襲撃後未帰還、東京湾岸に乗り捨てられる。
ユリアンヌ隊の機体は、専用武器として長刀（不知火）を装備している。
ヤオヨロズ（ARMA YAOYOROZU）
【パイロット：王政陸】
全身に分厚い耐火装甲を纏っており、多少のダメージならば無効化してしまう。その重量による機体性能の低下を補うために機動力を最大まで高めているため、鈍重な見た目によらず高い機動力を誇る。東京タワーを襲撃した際ラインバレルに敗れ、陸によって自爆させられた。
背面に装備した円盤状ポッドと耐火装甲内部に、球形の随伴式炸裂弾「神火飛鴉（シンカヒア）」を多数保有している。
新型アルマ（PARA MACHINA）
【全長：18.8m / 重量：46.88t / 機体色：灰色】
正式名称不明。久嵩が作り上げた新型のアルマ。実際には電子頭脳を搭載していないだけのマキナである（事実英名表記を訳すと「マキナのようなもの」となる）が、久嵩によると「アルマとして完成させたことに意味がある」とのこと。絵美の回想にも、同型のマキナが多数登場している。先行製造された3機がレズナー隊に配備され、マキナ殺し覚醒のために投入されたが、全機パイロット諸共破壊されてしまった。
正体は加藤が自身の知識を元に製作した「プロトタイプ・ラインバレル」の量産型であり、脚部の形状や前腕部に装備された太刀などにラインバレルとの共通点が見られる。また、浩一が見た天児の記憶では、この機体がマキナとして「殺し合い」に参加していた。
テレビアニメ版では、セントラルから送られてきた量産型マキナとして登場。大挙して出現し、JUDA特務室や加藤機関を窮地に追いやった。また、マキナ人間化した宗美が搭乗する機体はタリスマンをモチーフとした白を基調とするカラーリングを施されている。

### 迅雷（ジンライ）
HFX-19 迅雷
【全長：17.3m / 頭頂高：17.3m / 重量：46.35t】
キリヤマ重工が開発した、対マキナ用人型兵器。JUDAの持つマキナのデータと、加藤機関の持つアルマのデータを基に開発されたハイブリッドマシンで、多数のアルマはおろか、ハインド・カインドやカグツチをも圧倒する性能を誇る。目の無いシャッター状の、無機質な頭部が特徴。機体サイズはマキナと同等だが、シルエットはマキナよりもスマートでアルマに近い。
無人機であり、パイロットの安全性を考慮する必要が無いため、マキナを凌駕するスピードを持ち、大きなダメージを受けても動くことが可能。JUDAを襲撃した迅雷は、英治のプリテンダーがナーブクラックで操っていた。戦闘時は、回転しながら動くことが多い。武装は、両腕部に内蔵されたナイフ。
型式番号のHFは「Humanoid Fighter」を、Xは「試作」を意味し、迅雷がキリヤマ重工が開発した19番目の機種であることを表している。
テレビアニメ版では、アルマという設定から最初から有人機となっている。
新型迅雷
【全長：18.5m / 頭頂高：18.5m / 重量：50.7t / 機体色：緑 / 意匠：陰陽勾玉巴】
JUDAによるキリヤマ重工吸収後、JUDA技術開発部によって改修された「マキナとして生まれ変わった」迅雷。57機が製造され、ラインバレル・アマガツ戦で実戦投入された。劇中では単に迅雷と呼ばれる。ただ、電脳もDソイルも存在せず、またファクターのような関係性もないため、何を以って「マキナ」と呼ばれるのかは不明。
曲線的だった初期型迅雷と比べ、直線的でマッシブなスタイルとなり、有人機となっている。パイロットは身体に思考制御システムを組み込んで操縦するが、システムの埋め込みは未成年（現時点では道明寺のみだが）には認められていない。
武装はハンドレールガンと対マキナ用ナイフ。各隊長機は白を基調とした機体に個々のパーソナルカラーがポイント塗装され、長刀や太刀も装備する。
また浩一機も他の機体との区別のために三つ巴紋がポイントされ、二丁のショートレールガンを装備している。
ユリアンヌ専用機にはツバキヒメ同様に小型チェーンソーが装備されている。
デウスとの最終決戦では、遠隔無人化された本機が多数配備された。制御ルームはシャングリラ壱番艦にある。
『スーパーロボット大戦UX』では区別の意味も込めて「ジンライ」と表記される。
ディスィーブV
【全長：58.8m / 頭頂高：55.2m / 重量：145.5t / 機体色：銀】
加藤機関三番隊隊長・道明寺誠と遠藤シズナが操る機体。道明寺が搭乗していることからこの機体が隊長機となる。両肩のスラスター部コンテナに無線式、背部コンテナに有線式の二系統のナーヴクラックを装備している他、スラスター内部に隠し腕が存在し戦闘時には展開してスラスター裏に搭載されたビームカノンを使用する。
「ディスィーブ」の名は冠しているが、厳密にいえばマキナではない。イダテン三ノ型を基本としてプリテンダーの機能を持つ新型のジンライの設計を組み込んで開発されたキリヤマ重工製の大型簡易可変機である。
マキナではない以上、本機には電脳は搭載されておらず、旧ディスイーブのバックアップデータから構築された制御サポート用ニューロシステムが擬似的な電脳として機能している。それでもマキナの電脳ほどの小型化はできず、頭部と下腹部の二か所に分散して配置されている（下腹部に至っては開発中の迅雷の頭部をそのまま使用している）。
高い機動性を持つ本機は移動時の飛行形態が基本形となる。

### ヒトマキナ
人類が滅亡した世界で存在するためにヒトを必要とするがゆえにヒトへと進化したマキナ。甲型・乙型・丙型の各量産型とジュダ、そしてそれらの上位にあたるヒトマキナを統率する存在が確認されている。人類に対して数百年以上進んだ科学技術を有する。「ヒトになった」と言いつつ、戦闘時には死を恐れず、味方すら巻き込む攻撃を平然と行うが、後に転送通信を利用した遠隔操作が行われていることが判明した。
城崎天児の説明によってマキナ開発のきっかけとなったナノマシンによる《死の克服》から発生した「想像力の喪失によるヒト遺伝子レベルでの自滅（自殺による人類絶滅）」以後、互いに殺し合い「死を認識し恐怖を感じる」ことで人間に進化した「ヒトマキナ」が世界を再構築していったことが明らかになった。
森次の推理によればファクターになることで生き延びた人類を始祖として「最初からある程度の文明を維持した形で再構築」され、過去に関しては「最初の時点で全ての基準を捏造し、制御さえできれば不可能ではない」と語り、そのために加藤久嵩と「推進派」が動いていたと結論付けている。
このことはリンカーンの証言によって肯定されている。
デウスエクスマキナ
声 - 玄田哲章（スーパーロボット大戦UX）
マントを装備した西洋鎧のような姿をしているヒトマキナ。「鋼鉄の華」の主人公機である「マキナ」のデザインがほぼそのまま使われている。
他のヒトマキナたちとは違い、現存するマキナのようなメカメカしたデザイン。ラインバレルより一回り大きい。石神の残した情報によればすべての元凶。ラインバレル同様の圧縮転送フィールドを操ることができる。
最終決戦では掌の転送フィールドから切っ先の無い直刀を出現させてラインバレルと直接対決を行った。
ナノマシンによる転送フィールドを使用不能にする久嵩の作戦で殆どの攻撃方法を封じ込められたものの、格闘性能は非常に高いと思われる(自身の直刀でラインバレルの刀を折る程)。
最初はラインバレルと五分五分であったが、浩一がラインバレルを超加速させた際にはラインバレルを捕捉出来ず、その力に「人類の未来を託すに足る」と判断してあえて背後から手刀で貫かれ、上半身と下半身を分離されて死亡する。
浩一との論戦で動揺した際に頭部の角を片方切断されているが、これは元となった「マキナ」が登場した際に負っていた傷と全く同じ部分である。
原作に先んじて『スーパーロボット大戦UX』に登場しており、ほぼ同様の武装を使用。ラインバレルとの対決がプリテンダーによるジャミング施設破壊作戦時に前倒しされており、最終的には自らの正義を貫くと言い切った浩一に世界の未来を託し、敗北を認めた。
ジュダ
#マキナ参照
ヒトマキナ甲型（トライポッド）
巨大な三脚歩行タイプのヒトマキナの基本個体。口の巨大ビーム砲、側面3門×2の触手状のビーム兵器および、ブレード状の脚部の武装が確認できる。
ヒトマキナ乙型
【全長：22m / 頭頂高：不明 / 重量：不明 / 機体色：不明】
最も多くの数が確認されているヒトマキナの基本個体。
頭部の円盤内に転送フィールド発生装置を有し状況に応じて本体を転送出現させる。武装は手と口に存在するビーム兵器および手甲に収納されたブレード。特に手のビーム砲は円盤形態時にも腕部のみ転送出現して使用するなどメイン武装となっている。
機動性の高い円盤形態で接近・攪乱から本体を転送出現し白兵戦を行うことを基本戦術とする。
単行本巻末の機体解説によれば城崎天児が進めていた次世代型量産型マキナの設計思想そのものらしい。
基本性能は高くないものの、その集団戦法でプリテンダーを追い詰め、行動不能にまで追いやった。
ヒトマキナ丙型
【全長：270m / 頭頂高：不明 / 重量：不明 / 機体色：不明】
人の乳児を模した機体。その外見から「対人類用」のヒトマキナとして生み出されたと推測されている。
武装は頭部の拡散ビームのみだが、その巨体そのものが十分に脅威である。
人類の前に初めて姿を現したヒトマキナでもある。
空母型ヒトマキナ
ヒトマキナ部隊が地球に本格侵攻しはじめたときに出現した機体。巨大な胴体に転送装置を内蔵し侵攻部隊の母艦的役割をはたす。加藤機関のニューヨーク解放作戦においてハインドカインド、ヴァーダント、ラヴバレルの攻撃を受け転送装置を破壊されるが、直後に巨大なゲートを開き、巨大なヒトマキナ（沢渡いわく絶望）を召喚しようとするが絵美のピンチに反応したラインバレルにゲートを利用され巨大なヒトマキナごと破壊された。
お爺ちゃん
ヒトマキナの特使としてアメリカ大統領に会談を申し込んだ。その姿はアメリカ合衆国第16代大統領エイブラハム・リンカーンを模している。
会談の後、東京・お台場に現れる。浩一に対して「ヒトマキナの計画」を明かし、自らは「人類の敵」としてエグゼキューターに貫かれて散った。
レイル・スプリッター（RALL-SPLITTER）
【全長：17.3m /  頭頂高：17.1m  / 重量：38.1t / 機体色：白灰色】
ヒトマキナであるリンカーンの操るマキナ。
文字通りマキナとしては最新鋭の機体であり、アパレシオンのステルスも見抜くセンサーを持つ。さらにその真骨頂とも言えるのが股間部分から射出し、全身に煙の様に纏うナノマシンである。背部にある二対六基のドリル状突起型制御針でコントロールされたナノマシンは攻防一体の武器であり、その制御範囲に存在する敵性対象を完全に分解する。
その特性上戦って倒すことが絶対不可能とされる。
大場 真来梓（おおば まきし）
声 - 潘めぐみ（スーパーロボット大戦X-Ω）
正式名称「MAXI377」。ヒトマキナの戦術哨戒機として新西暦1999年12月31日から地球に派遣されていた。
その目的は人間の観察であり、それ以上の目的はプログラム上ロックされていた。
「人間達をたくさん視てどうしたら救えるのかを考えなさい」とお爺ちゃんに言われておりヒトマキナの本格侵攻を見た結果「正義の味方」になり人を救うことを決意、ヒトマキナと戦うことを選択。
かなり独特な判断基準をもち、森次に一目ぼれをして加藤機関についていく。
ラヴバレル
【全長：19.2m /  頭頂高：18.62m  / 重量：39.5t / 機体色：赤】
ヒトマキナである 大場真来梓の操るマキナ。
大場真来梓いわく、自身の「戦闘用外骨格」であり、事実彼女を電脳とするため電脳を搭載していないほか、転送による召喚機能を有していない。
外見的特徴として打撃武器として使用可能な巨大な尻尾を有す。加藤機関加入後に本人の希望で頭部に「右四つ巴紋」を入れた。
機体名称にバレルの文字があるが、城崎天児が作成した一連のバレルシリーズ（ラインバレル・ロストバレル・ヴァーダント等）とは異なり純然たるヒトマキナによって作られた機体である。
その機体構造はヒトマキナの乙型に酷似するが、乙型自体が城崎天児の次世代量産型マキナの設計思想を基に作成されている可能性があるため、ヒトマキナによるバレルシリーズの模倣の可能性も示唆されているが詳細は不明。
武装として高出力のビームを掌から放つが、ビーム自体は掌の転送装置から発射されておりビームの発生装置がどこにあるかは不明。
ビーム射撃時にボウスタビライザーを展開し、各種補助を担わせている。ボウスタビライザー自体は高速機動時のスタビライザーの機能も有している。

### その他
人形（ヒトガタ）
JUDAがマキナを解析して得られたデータから最初に開発した、人間サイズの戦闘ロボット。主に、周辺警護や隠密活動に使用される。上半身と下半身が背骨で繋がった構造で、この背骨は伸縮することが可能。
『レイチェルちゃん』では、3体が「レイチェル組」に入っている。トランプで遊んだり、感情表現が豊かだったりと人間臭い動作をする。テレビアニメ版では、DVD第9巻に収録されている第25話に登場（声 - 中村悠一）。
ヘリオス（Helios）
アメリカが所有する衛星軌道上にある、無人衛星兵器。実際は加藤機関が造ったため、アルマに近い形をしている。射程は地球上のほぼ全域であり、威力は島を1つ消し飛ばすほど。しかも周囲には、接近する敵に電子レーザーを浴びせる防衛用アルマが大量配備されている。
宇宙空間に打ち上げられたラインバレルを苦しめるも、最大出力のエグゼキューターのビーム刀によって破壊された。
ヘリオスという名称は、テレビアニメ版にのみ登場。なお、ヘリオスとは「Heuristic Emitter toward Land Intelligent Observatory System（自立型対地知能化攻撃システム）」の略称である。
量産型（正式名称不明）
JUDAが開発中のマキナのコピー機。しかし、その性能は加藤機関のアルマとは雲泥の差であり、ラインバレル捕獲作戦とハインド・カインドとの演習に投入されたが、なす術も無く撃破されている。
テレビアニメ版では、陸自にも配備されていて、26話ではラインバレルエコーが出現した時に浩一達が防衛のために乗り込んでいる。しかも、それぞれ搭乗していたマキナと同じボディカラーに塗装されている。
パラディン
ルーベンス財団が開発した対マキナ用パワードスーツ。かなりの小型の機体で右腕部に保有する電磁ライフルにナノマシン殺しの武装を保有する。通信機能を強化した指揮官機、ミサイルポッドを装備した後方支援機といったバリエーションが確認できる。
フラッグ
テレビアニメ版に登場する兵器。JUDAコーポレーション内に隠されており、石神が加藤機関を裏切った際に奪った物。起動させるには誰かが犠牲になり、コントロールユニットとなることが必要。石神はそのために森次に殺される道を選んだ。
シャングリラとも合体可能。テルミノ・クレメンティアの際に、シャングリラの特攻によって失われた。
セントラルのマキナ（仮）
テレビアニメ版に登場。多数の種類が存在しており、一般兵と窺える軍勢が使用するマキナ（マシンガンを使用する）、人間を回収し細胞レベルまで逆成長・分解するマキナ、マサキのネイキッドと融合した巨大マキナ（頭部はラインバレルに酷似しており、頭部の口の部分からビームを発射する）がセントラルから続々と送られ、浩一達の世界へ出現した。
最終局面でマサキはラインバレルに撃墜され、地球各地で行動していたマキナも次元の裂け目が消滅した際に全て行動を停止した。吸収されていた人間は、元に戻っている。
『スーパーロボット大戦L』では量産型マキナ、マサキと融合したマキナはセントラルの名前で登場した。
マキナ（MACHINA）
【全長：23m / 頭頂高：19.1m / 重量：53.92t / 機体色：白 / 意匠：右一つ巴】
アニメ版最終話に登場。ラインバレルが次元転移坑道の中ですれ違った機体。
『鉄のラインバレル』の原型でもある作品『鋼鉄の華』の主役メカであり、『鋼鉄の華』版の早瀬浩一と城崎絵美が搭乗している。
デザインの特徴は鼻や口があること。ラインバレルのデザインの基になったメカでもある。

## 書誌情報
- 清水栄一・下口智裕 『鉄のラインバレル』 秋田書店〈チャンピオンREDコミックス〉、全25巻+第0巻
  1. 2005年6月20日発売 ISBN 4-253-23161-6
  2. 2005年11月19日発売 ISBN 4-253-23162-4
  3. 2006年4月20日発売 ISBN 4-253-23163-2
  4. 2006年8月18日発売 ISBN 4-253-23164-0
  5. 2006年12月20日発売 ISBN 4-253-23165-9
  6. 2007年4月20日発売 ISBN 978-4-253-23166-4
  7. 2007年8月21日発売 ISBN 978-4-253-23167-1
  8. 2007年12月20日発売 ISBN 978-4-253-23168-8
  9. 2008年4月18日発売 ISBN 978-4-253-23169-5
  10. 2008年9月19日発売 ISBN 978-4-253-23170-1
  11. 2008年11月20日発売 ISBN 978-4-253-23411-5
  12. 2009年3月19日発売 ISBN 978-4-253-23412-2
  13. 2009年8月20日発売 ISBN 978-4-253-23413-9
  14. 2009年12月18日発売 ISBN 978-4-253-23414-6
  15. 2010年5月20日発売 ISBN 978-4-253-23415-3
  16. 2010年10月20日発売 ISBN 978-4-253-23416-0
  17. 2011年3月18日発売 ISBN 978-4-253-23417-7
  18. 2011年8月19日発売 ISBN 978-4-253-23418-4
  19. 2012年1月20日発売 ISBN 978-4-253-23419-1
  20. 2012年6月20日発売 ISBN 978-4-253-23420-7
  21. 2013年1月18日発売 ISBN 978-4-253-23421-4
  22. 2013年8月20日発売 ISBN 978-4-253-23422-1
  23. 2014年4月18日発売 ISBN 978-4-253-23423-8
  24. 2014年10月20日発売 ISBN 978-4-253-23424-5
  25. 2015年8月20日発売 ISBN 978-4-253-23425-2
  26. 2015年12月20日発売 ISBN 4-253-23160-8 ※第0巻

その他
- 鉄のラインバレルCHARACTER BOOK（学習研究社） ISBN 978-4-05-404181-3
- 鉄のラインバレルアニメBOOK（秋田書店） ISBN 978-4-253-23159-6

完全版
- 清水栄一・下口智裕 『鉄のラインバレル』小学館クリエイティブ〈ヒーローズコミックス〉、全18巻
  1. 2017年12月5日発売[12]、ISBN 978-4-86468-530-6
  2. 2017年12月29日発売[13]、ISBN 978-4-86468-531-3
  3. 2018年2月5日発売[14]、ISBN 978-4-86468-539-9
  4. 2018年3月5日発売[15]、ISBN 978-4-86468-546-7
  5. 2018年4月5日発売[16]、ISBN 978-4-86468-558-0
  6. 2018年5月2日発売[17]、ISBN 978-4-86468-560-3
  7. 2018年6月5日発売[18]、ISBN 978-4-86468-573-3
  8. 2018年7月5日発売[19]、ISBN 978-4-86468-576-4
  9. 2018年8月4日発売[20]、ISBN 978-4-86468-583-2
  10. 2018年9月5日発売[21]、ISBN 978-4-86468-586-3
  11. 2018年10月5日発売[22]、ISBN 978-4-86468-593-1
  12. 2018年11月5日発売[23]、ISBN 978-4-86468-598-6
  13. 2018年12月5日発売[24]、ISBN 978-4-86468-605-1
  14. 2018年12月29日発売[25]、ISBN 978-4-86468-610-5
  15. 2019年2月5日発売[26]、ISBN 978-4-86468-612-9
  16. 2019年3月5日発売[27]、ISBN 978-4-86468-614-3
  17. 2019年4月5日発売[28]、ISBN 978-4-86468-617-4
  18. 2019年5月2日発売[29]、ISBN 978-4-86468-617-4

## テレビアニメ
2008年10月よりCBC、TBS他にて放送された。全24話。逆ネットながら、チャンピオンRED連載作品で初の在京キー局で放送された作品である。
番組冒頭で番組タイトルと「許可を得ないでインターネットに配信しないように」とのテロップを表示し、提供クレジットは最初がオープニングの終盤に表示するだけで「ご覧のスポンサーがお送りします」のコメントは無く、番組終了時はコメントありで表示する。
浩一とラインバレルとの遭遇は原作では小学生時代だが、テレビアニメ版では中学生時代。それにより、第1話はほぼオリジナルストーリーになっている。この遭遇のずれ込みにより、JUDAに所属していたラインバレルと城崎絵美は、テレビアニメ版では独立した存在となっている（後にJUDAに所属）。この他、内容には原作からの大幅な変更が施され、各キャラクターの描写やお色気、ギャグのシーンが多数追加されている。また、舞台も神奈川県三浦市となっている。
最終話には、『鋼鉄の華』に登場した機体、マキナが登場している。
次回予告は登場人物が、本音や不満を口にし、最後に絵美から「あなた、最低です！」と切り捨てられる（回によって名指しや、不在の時もある）。

### アニメでの用語
高蓋然性世界（こうがいぜんせいせかい）
浩一達の世界とは違うパラレルワールドであり、絵美や久嵩、マサキの出身世界。この世界の人間は全てマキナ化されており、「セントラル」と呼ばれている。
テルミノ・クレメンティアでラインバレルが次元の裂け目を消滅させた際に、浩一達の世界へ侵攻済みの軍勢は沈黙して壊滅した。
スフィア
加藤機関が世界各地へ設置している、謎の物体。表向きはセントラルを地球へ呼ぶための装置であるが、実はシャングリラのシールドを地球全域へ広げるためのシステムが隠されていた。
テルミノ・クレメンティア
JUDAと加藤機関による、セントラル殲滅のための作戦名。ラテン語で「慈悲なる絶滅」という意味。
マキナ人間（マキナにんげん）
高蓋然性世界に存在する、マキナと融合した人間。ネットワークによって並列化されており、意思はあるが、個性や感情は無い。ただし、マサキや桐山にだけは、個性を喪失しているようには見えない描写が存在する。また、宗美は自力で一瞬であるが、感情を取り戻した。
マサキが該当し、彼の手によって桐山と宗美もマキナ化されたが、桐山はマキナ人間になりきれずに自爆する。ファクターであるマサキ、桐山、宗美は、顔の右半分に仮面のようなものを付けている。

### スタッフ
- 原作 - 清水栄一[1]、下口智裕[1]
- 監督 - 日高政光[1]
- シリーズ構成 - 吉村清子[1]
- 特殊設定 - 森田繁[1]
- キャラクターデザイン - 平井久司[1]
- 総作画監督 - 平井久司[1]、飯島弘也
- メカニカルデザイン - 鈴木勤[1]
- プロップデザイン - はらだひでき
- 特技監督 - 板野一郎[1]
- 美術監督 - 池田繁美
- 撮影監督 - 荻原猛夫
- 色彩設計 - 鈴木依里
- 編集 - 三嶋章紀
- 音響監督 - 三間雅文
- 音楽 - コーニッシュ
- クリエイティブプロデューサー - 谷口悟朗
- アニメーションプロデューサー - 住友英司
- プロデューサー - 尾留川宏之、永井理、桑名隆彰、岩佐芳弘
- アニメーション制作 - GONZO[1]
- 製作 - ラインバレルパートナーズ（JVCエンタテインメント、GDH、秋田書店、中部日本放送）

### 主題歌
レーベルは全てflying DOG/JVCエンタテインメント。
オープニングテーマ「鬼帝の剣」（第2話 - 第26話）
作詞 - 宝野アリカ / 作曲・編曲 - 片倉三起也 / 歌・演奏 - ALI PROJECT
エンディングテーマ
「雨が降る」（第1話 - 第13話）
作詞・歌 - 坂本真綾 / 作曲 - かの香織 / 編曲 - 斎藤ネコ
「Remedy」（第14話 - 第26話）
作詞・歌 - 坂本真綾 / 作曲・編曲 - Solaya

挿入歌
「心のままに」（第14話・第22話・第24話）
作詞・作曲・編曲 - 小峰理紗 / 歌 - コミネリサ
「PROUD」（第18話・第24話）
作詞 - 小峰理紗 / 作曲 - 山崎ますみ / 編曲 - 山崎淳、江口貴勅 / 歌 - コミネリサ
「鬼帝の剣 [orchestral arrange ver.]」（第20話・第23話・第24話・第26話）
作詞 - 宝野アリカ / 作曲 - 片倉三起也 / オーケストラアレンジ - 平野義久 / 歌・演奏 - ALI PROJECT

### 各話リスト
| 話数 | サブタイトル                         | 脚本     | 絵コンテ          | 演出       | 作画監督            | メカ作画監督    |
| ---- | ------------------------------------ | -------- | ----------------- | ---------- | ------------------- | --------------- |
| #1   | クロガネと少年                       | 吉村清子 | 日高政光          | 日高政光   | 平井久司            | 鈴木勤          |
| #2   | 疾走する正義                         | 吉村清子 | 日高政光          | 奥野浩行   | 奥野浩行            | 鈴木勤          |
| #3   | 蒼の戦慄                             | 吉村清子 | 日高政光          | 友田政晴   | 高木潤              | 川原智弘        |
| #4   | 正義の代償                           | 吉村清子 | 日高政光          | 菊池勝也   | 門智昭              | 川原智弘 鈴木勤 |
| #5   | 明日への道標                         | 吉村清子 | 名村英敏          | 白石道太   | 小島彰              | 川原智弘        |
| #6   | 明るい夜                             | 吉村清子 | 小林孝志          | 小林孝志   | 野崎真一            | 鈴木勤          |
| #7   | サイアクな放課後                     | 吉村清子 | 柳沢テツヤ        | 畠山茂樹   | 山本善哉            | 川原智弘        |
| #8   | 戯れの鬼たち                         | 吉村清子 | 渡邊哲哉          | 奥野浩行   | 奥野浩行            | -               |
| #9   | ブラック・チェンバー                 | 森田繁   | 小野学            | 小野学     | 加藤リホコ 矢上孝一 | 川原智弘        |
| #10  | OVER DRIVE                           | 吉村清子 | 名村英敏          | 阿部達也   | 阿部達也 筆坂明規   | 川原智弘 鈴木勤 |
| #11  | SUPER NOVA                           | 吉村清子 | 藤森カズマ        | 菊池勝也   | 高木潤              | 川原智弘        |
| #12  | 南海より愛をこめて                   | 吉村清子 | 柳沢テツヤ        | 小林孝志   | 小島彰              | 川原智弘        |
| #13  | 黒の執行者                           | 吉村清子 | 小野学            | 信田ユウ   | 小林利充            | 川原智弘        |
| #14  | 流れるは血、失うは涙                 | 森田繁   | 渡邊哲哉          | 畠山茂樹   | 山本善哉 渡部穏寛   | 川原智弘        |
| #15  | ベクトル                             | 吉村清子 | 須永司            | 関野昌弘   | 門智昭              | 川原智弘        |
| #16  | 黄昏の断罪                           | 森田繁   | 日高政光 山本珠代 | 吉沢俊一   | 土屋圭 渡辺純子     | 川原智弘        |
| #17  | 機械じかけの呪い                     | 吉村清子 | 菊池勝也          | 菊池勝也   | 高木潤 筆坂明規     | 川原智弘        |
| #18  | メメント・モリ                       | 吉村清子 | 渡邊哲哉          | 西本由紀夫 | 青野厚司            | 川原智弘        |
| #19  | 届く陽（ヒカリ）、暴かれる陰（カゲ） | 吉村清子 | 名村英敏          | 小林孝志   | 小谷杏子 坂崎忠     | 川原智弘        |
| #20  | 運命の男                             | 吉村清子 | 須永司            | 白石道太   | 小島彰              | 川原智弘        |
| #21  | 狂気の翼                             | 森田繁   | 信田ユウ          | 信田ユウ   | 小林利充            | 川原智弘        |
| #22  | 鬼を喰らうモノ                       | 吉村清子 | 吉沢俊一          | 吉沢俊一   | 海老原雅夫          | -               |
| #23  | 死に方が決める生き方                 | 吉村清子 | 須永司            | 菊池勝也   | 高木潤 筆坂明規     | 川原智弘        |
| #24  | 鋼鉄の華                             | 吉村清子 | 藤森カズマ        | 関野昌弘   | 飯島弘也            | 鈴木勤          |
| #25  | 天才美少女科学者レイチェルちゃん     | 吉村清子 | 柳沢テツヤ        | 吉沢俊一   | 高木潤              | 鈴木勤          |
| #26  | 鉄の影                               | 吉村清子 | 菊池勝也          | 菊池勝也   | 青野厚司            | 鈴木勤          |

### 放送局
| 放送地域   | 放送局            | 放送期間                       | 放送日時           | 放送系列   | 備考                               |
| ---------- | ----------------- | ------------------------------ | ------------------ | ---------- | ---------------------------------- |
| 関東広域圏 | 東京放送          | 2008年10月3日 - 2009年3月20日  | 金曜 26:25 - 26:55 | TBS系列    |                                    |
| 中京広域圏 | 中部日本放送      | 2008年10月3日 - 2009年3月20日  | 金曜 26:30 - 27:00 | TBS系列    | 製作委員会参加                     |
| 兵庫県     | サンテレビ        | 2008年10月10日 - 2009年3月20日 | 金曜 25:40 - 26:10 | 独立局     | 2009年1月9日より 放送日を1週間繰上 |
| 日本全域   | BIGLOBEストリーム | 2008年10月11日 - 2009年3月21日 | 土曜 15:00 更新    | ネット配信 |                                    |

近畿ではTBS系列の毎日放送ではなく、独立局のサンテレビで放送された。開始当初はTBSやCBCより1週間遅れだったが、年末年始編成の影響でサンテレビのみが2009年1月2日に第13話を放送した結果、同年1月9日の第14話からはサンテレビがTBSやCBCより先に放送することとなったため、それまで8日遅れで配信されていたBIGLOBEストリームも1日遅れで配信されることになった。

### 映像特典

#### ピクチャードラマ
DVD各巻収録の映像特典。全9話。
| 話数 | サブタイトル                     |
| ---- | -------------------------------- |
| #01  | 城崎絵美さんのはじめてのお着替え |
| #02  | うたれたタマ                     |
| #03  | 眠れぬ夜に                       |
| #04  | みうみうのハッピー☆JUDAブログ    |
| #05  | 加藤機関、起つ!                  |
| #06  | 管理人さんのヒミツ               |
| #07  | その背に見えるもの               |
| #08  | 父と子                           |
| #09  | 我らの未来を想像せよ!            |

#### 天才美少女科学者レイチェルちゃん
DVD第9巻に収録のスペシャルエピソード。『チャンピオンRED いちご』で掲載された「天才美少女科学者レイチェルちゃん（単行本第11巻収録）」が原作。前半はレイチェルの初来日のエピソードで、後半はレイチェルが各キャラの部屋に取材しに行くエピソード。
| 話数   | サブタイトル                    |
| ------ | ------------------------------- |
| 第1わ! | 初来日だよ レイチェルちゃん     |
| 第2わ! | お部屋探検だよ レイチェルちゃん |

#### 鉄の影
DVD全巻購入特典の番外編DVD。本編以降のエピローグに当たるエピソードで、組織が作ったスパリゾートにラインバレルの影と言うべき複数のラインバレル・エコーが登場。エコーはファクターは搭乗していないもののオリジナルと同じ性能であり、ラインバレル復活劇も描かれる。
| 中部日本放送 土曜2:30枠（金曜深夜） | 中部日本放送 土曜2:30枠（金曜深夜） | 中部日本放送 土曜2:30枠（金曜深夜）         |
| 前番組                              | 番組名                              | 次番組                                      |
| ----------------------------------- | ----------------------------------- | ------------------------------------------- |
| のらみみ （再放送）                 | 鉄のラインバレル                    | 戦場のヴァルキュリア （2:25 - 、UHFアニメ） |

## ネットラジオ
アニメイトTVにて、『鉄のラジオバレル』（くろがねのラジオバレル）のタイトルで配信された。テレビアニメ版放送開始前には『鉄のラジオバレル 〜カウントダウン放送〜』として2008年5月30日から同年10月3日まで月1回配信、テレビアニメ版放送開始後はラジオも本放送を開始し、隔週金曜日に配信された。
あくまでも『鉄のラインバレル』の関連番組であるが、次第に柿原やリスナー（作品名にちなんで「バレラー」と呼称される他、「ノトマミスト」とも呼称される）、さらにはゲストが能登にコスプレを強制するなど、能登を弄る番組になっていった。2009年6月の放送で放送1周年記念を迎えたため、作品をほとんど無視した特別企画『柿原のマミコバレル』が放送された。
パーソナリティ
- 柿原徹也（早瀬浩一役）
- 能登麻美子（城崎絵美役）

ゲスト
- 第5回（2008年12月12日）中村悠一（森次玲二役）
- 第15回（2009年5月1日）中村悠一、福山潤（加藤久嵩役）

エピソード
- 柿原はラジオ内での言動から能登に「変態王子」と言われており、Googleで「変態王子」を検索すると一番目に柿原徹也が表示されるまでに浸透してしまった。他にも、あまり使われないものの「簡単王子」と言われたこともあるが、こちらはあまり浸透していない。
- 第12回（2009年3月19日配信）では、mixiにパーソナリティ個人やラインバレルのコミュニティがあることが話題となった。コミュニティの1つである「ノトマミスト＠柿原軍団」についてはラジオ内で参加人数を発表しており、ラジオ第12回収録時では参加人数6人だったが、2009年4月には参加人数1000人を突破した。
- 第15回（2009年5月1日配信）では、2009年4月19日に行われた『鉄のラジオバレル in DVD発売記念イベント』での公録が配信された。

## ゲーム
鉄のラインバレル
2009年10月8日にハドソンよりPlayStation Portable用として発売。テレビアニメ版を元に原作の要素を加えたオリジナルシナリオが展開する、ドラマチックSRPGとなっている。スーツや水着、二人乗りなど、服装や登場人物のカットインがそのシナリオに沿ったものになるのが特徴。
スーパーロボット大戦L
2010年11月25日にバンダイナムコゲームス（バンプレストレーベル、現・バンダイナムコエンターテインメント）より発売されたニンテンドーDS用SRPG。多数のアニメ作品が集うクロスオーバー作品。テレビアニメ版を元にロボットやキャラクターもシナリオに組み込まれ、物語の中核を『マクロスF』と共に成す。なお加藤機関が運用するAI搭載型の迅雷や、中島宗美の設定など一部原作の要素も含んでいる。
同シリーズの合体技ではこれまで『機動武闘伝Gガンダム』の5体による「シャッフル同盟拳」が最大人数だったが、条件次第で生き残る中島宗美を加えると合体攻撃「ファイナルフェイズ」では総勢7体による技となり、合体攻撃の最大人数を更新した。使うとDソイル値が大幅に低下する特別仕様のものとなっているので複数回使えない。
CMナレーションは早瀬浩一役の柿原徹也が担当。
スーパーロボット大戦UX
2013年3月14日にバンダイナムコゲームス（バンプレストレーベル）より発売のニンテンドー3DS用SRPG。
原作漫画版としての参戦（キャストやBGMは一部除きテレビアニメ版に準じている）。漫画版のみ登場する機体・装備に対しても戦闘アニメーションの演出が組み込まれている。
スーパーロボット大戦Card Chronicle
2012年9月13日からMobageにて配信されているソーシャルゲーム。
原作漫画版設定で2013年9月1日より追加参戦。『UX』に登場しなかった大場真来梓とラヴバレルといった、原作終盤のキャラクター・メカニックが初登場。一部カードイラストは原作者の書き下ろしとなる。
スーパーロボット大戦X-Ω
2015年10月5日にバンダイナムコエンターテインメントより配信中のiOS・Android用ソーシャルSRPG。
原作漫画版設定で2018年12月9日に期間限定参戦。イラストは原作者の書き下ろし。2019年7月に再びイラスト書き下ろしで復刻参戦。今回は大場真来梓に初めて声が設定された。

## モバイル
鉄のラインバレルコレクション
2012年9月11日にモバリアルとサイバーエージェントよりスマートフォン用Amebaにてソーシャルゲームが提供になった。
2013年2月15日にはモバリアルによりフィーチャーフォンとスマートフォン用にMobageからサービスが開始された。
パチスロ 鉄のラインバレル 激J-SLOT
2012年7月26日にAndroid版、2012年8月11日にiPhoen版、2012年9月以降にフィーチャーフォン版がSpikiとDorasuにより配信。パチスロ機種のシミュレーターアプリ。

## パチンコ・パチスロ
- パチンコ：ぱちんこCR鉄のラインバレル（2013年、サミー）
- パチスロ：鉄のラインバレル（2012年、スパイキー）

## イベント
2009年5月3日に、メルパルクホールにてプレミアムイベント『春だ!正義だ!ラインバレル祭り!』が開催された。